# Jižní Korea
Jižní Korea, oficiálně Korejská republika, je stát ve východní Asii. Tvoří jižní polovinu Korejského poloostrova a sousedí se Severní Koreou podél korejského demilitarizovaného pásma, na západě se Žlutým mořem a na východě s Japonským mořem. Stejně jako Severní Korea si Jižní Korea činí nárok na jedinou legitimní vládu celého poloostrova a přilehlých ostrovů. Tři čtvrtiny území Jižní Koreje tvoří hory a vrchoviny, hlavně na severu a východě, zbytek tvoří nížiny soustředěné hlavně u západního pobřeží a podél velkých řek. Má monzuny ovlivněné vlhké kontinentální podnebí s horkými léty, na jihu pak vlhké subtropické podnebí. Dělí se na 22 administrativních jednotek, na ploše 100 000 km² žije 52 milionů obyvatel, z nichž polovina žije v metropolitní oblasti hlavního města Soulu, , deváté nejlidnatější metropolitní oblasti na světě. Mezi další velká města patří Pusan, Tegu a Inčchon. Drtivá většina obyvatel jsou Korejci, úředním jazykem je korejština. Více než 50 % obyvatel je bez vyznání, 31 % se hlásí ke křesťanství a 17 % k buddhismu. 
Korejský poloostrov byl osídlen již v starším paleolitu. Jeho první království bylo zaznamenáno v čínských záznamech na počátku sedmého století př. n. l. Od poloviny 1. století př. n. l. se různá polis konsolidovala do soupeřících království Kogurjŏ, Päkče a Silla, přičemž posledně jmenované koncem 7. století n. l. poprvé sjednotilo většinu poloostrova, zatímco na severu po Kogurjŏ nastoupilo Parhe. Dynastie Korjo (918–1392) dosáhla trvalého sjednocení a vytvořila základ moderní korejské identity. Následující dynastie Čoson (1392–1897) byla od poloviny 17. století svědkem vrcholu kulturních, ekonomických a vědeckých úspěchů i dlouhotrvajícího míru a izolacionismu. Následující Korejské císařství (1897–1910) usilovalo o modernizaci a reformy, ale v roce 1910 bylo připojeno k Japonskému císařství. Japonská nadvláda skončila po kapitulaci Japonska ve druhé světové válce, po níž byla Korea rozdělena na dvě zóny: severní zónu, kterou okupoval Sovětský svaz, a jižní zónu, kterou okupovaly Spojené státy americké. Po neúspěšných jednáních o sjednocení se v srpnu 1948 jižní zóna stala Korejskou republikou, zatímco severní zóna se následující měsíc stala komunistickou Korejskou lidově demokratickou republikou.
V roce 1950 vyvolala severokorejská invaze Korejskou válku, jeden z prvních velkých zástupných konfliktů studené války, v němž probíhaly rozsáhlé boje za účasti Američany vedeného velení Organizace spojených národů a Sovětským svazem podporované Čínské lidové dobrovolnické armády. Válka skončila v roce 1953 příměřím, ale bez mírové smlouvy, což vedlo k pokračujícímu korejskému konfliktu, a zanechala po sobě tři miliony mrtvých Korejců a hospodářství v troskách. Jižní Korea zažila řadu diktatur přerušovaných převraty, revolucemi a násilnými povstáními, ale zažila také prudký hospodářský vzestup a jeden z nejrychlejších nárůstů průměrného HDP na obyvatele, což vedlo k jejímu vzniku jako jednoho ze čtyř asijských tygrů. Červnový demokratický boj v roce 1987 ukončil autoritářskou vládu a vedl ke vzniku současné šesté republiky.
Jižní Korea je unitární prezidentská republika s prezidentem jako hlavou státu i jako hlavou vlády, zákonodárným orgánem je jednokomorové Národní shromáždění. Země je nyní považována za jednu z nejvyspělejších demokracií v kontinentální a východní Asii. a je považována za regionální velmoc ve východní Asii a nově vznikající velmoc v celosvětovém měřítku; její ozbrojené síly založené na branné povinnosti jsou řazeny mezi nejsilnější na světě a mají druhý nejvyšší počet vojenského a polovojenského personálu. Jižní Korea je vysoce rozvinutou zemí, její ekonomika je podle nominálního hrubého domácího produktu (HDP) dvanáctá a podle HDP podle parity kupní síly je čtrnáctá největší na světě; je jedenáctým největším vývozcem a sedmým největším dovozcem na světě. Jižní Korea dosahuje dobrých výsledků v ukazatelích vzdělání, lidského rozvoje, demokratické správy věcí veřejných a inovací. Od přelomu 21. století je země proslulá svou celosvětově vlivnou popkulturou, zejména v oblasti hudby, televizních dramat a kinematografie, což je fenomén označovaný jako korejská vlna. Jižní Korea je členem Organizace spojených národů, Výboru pro rozvojovou pomoc Organizace pro hospodářskou spolupráci a rozvoj, skupiny G20, Indopacifického hospodářského rámce a Pařížského klubu.

## Název
Oficiální název Jižní Koreje v korejštině je Tehan minguk (v písmu hangul 대한민국), složený z „Tehan“ (v hanča: 大韓), doslova „Velký Han“, což odkazuje na název někdejší korejské říše „Tehan Jeguk“, a ‚Minguk‘ (民國), doslova „lidová země“, alternativní způsob vyjádření republiky, který se používá pouze pro Jižní Koreu a Tchaj-wan, obvyklý je Gonghwaguk (共和國). Jméno Han pochází ze starověkých samhanských konfederací z doby tří starověkých korejských království.
Jihokorejci obvykle neoznačují svou vlastní zemi jako „Jižní Koreu“, ale obvyklý zkrácený název je Hanguk („země Han“), který má konotaci odkazující na celou Koreu. Zřídkakdy používají výraz Namhan (남한, „Jižní Han“), který označuje konkrétně Jižní Koreu. Severokorejci naopak používají Namčosŏn (남조선, „Jižní Čosŏn“), protože Koreu nazývají Čosŏn, nikoli Hanguk. V češtině, stejně jako ve většině západních jazyků, se národ nazývá Korejci, což je slovo odvozené od dynastie Korjo, která přijala své jméno s odkazem na ještě starobylejší království Koguryŏ.

## Historie

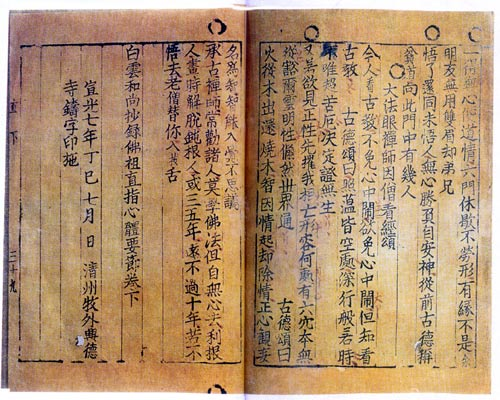
Čikči – nejstarší zachovalá kniha na světě tištěná pohyblivými literami, odhadované datum vytištění je 1377

Korejský poloostrov byl osídlen ve starém paleolitu, asi před 400–700 tisíci lety. Nejstarší známá korejská keramika je datována k roku 8000 př. n. l. Zemědělství je doloženo zhruba k roku 6000 př. n. l.
Archeologické důkazy naznačují, že předci Korejců migrovali na sever Korejského poloostrova z oblasti Mandžuska v době bronzové. Jižní část Korejského poloostrova původně obývali lidé kultury Jajoi, kteří hovořili jazyky japonické jazykové skupiny. Pod tlakem předků Korejců, kteří migrovali ze severu, se lidé kultury Jajoi začali v 1. tisíciletí př. n. l. masově stěhovat na japonské ostrovy.
Podle mytického příběhu v knize Samguk Jusa bylo nejstarším státem na poloostrově království Kočoson (Starý Čoson). Založeno mělo být v roce 2333 př. n. l. v severní Koreji a Mandžusku, legendárním hrdinou Tangunem. Rok 2333 př. n. l. byl od 14. století používán jako výchozí datum korejského kalendáře, v jižní Koreji se užíval až do roku 1962.

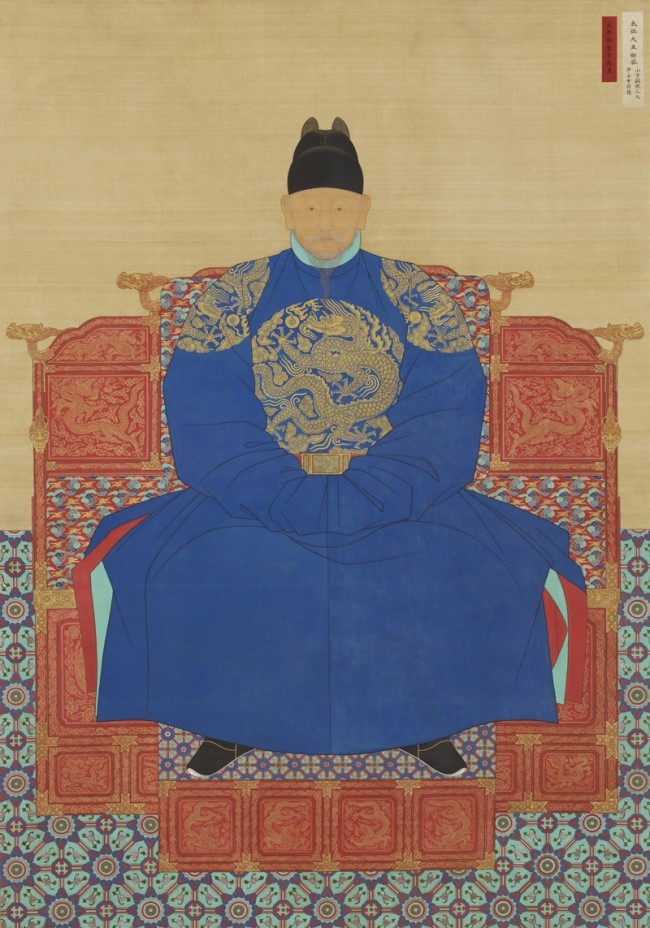
Tchädžo

Ve 12. století př. n. l. se měla změnit ve státě dynastie a vzniklo tak království Kidža Čoson. V jižní části korejského poloostrova byl ve 3. století př. n. l. založen stát Čin. Roku 180 př. n. l. se v hlavním státě znovu vyměnila dynastie a vznikl tak stát zvaný Üman Čoson, který na konci století podlehl čínské dynastii Chan (108 př. n. l.). Tím skončilo období Kočoson a nastalo období malých, válčících států zvané období raných korejských království, které trvalo po zbytek doby železné.
Od 1. století (podle skeptičtějších odhadů od 4. století) ovládla celý korejský poloostrov a Mandžusko tři království: Kogurjo, Silla a Pekče. V roce 612 dokázal stát Kogurjo odrazit invazi čínské dynastie Suej, která vyslala stovky tisíc vojáků, což byl důležitý mezník dokazující, že Korea si dokáže zajistit nezávislost na mocném čínském sousedu. Celé období se nazývá období tří království. V této době pronikl do Koreje z Číny buddhismus, obvykle je tento průnik spojován s rokem 372. Do začátku 6. století se buddhismus etabloval ve všech třech královstvích, což bylo důležité pro vznik společného národního vědomí a předpřipravilo to politické sjednocení.
Období tří království skončilo ovládnutím všech tří států Sillou, tedy nejméně počínštěným korejským státem, v roce 676. Zároveň Silla z většiny území poloostrova úspěšně vytlačila intervenující armádu čínské dynastie Tchang. Tím vznikla Sjednocená Silla, první historicky doložený celokorejský stát existující v letech 668–918. Jeho hlavním městem byl Kumsong (dnešní Kjongdžu). V roce 698 Te Čo-jong (král Ko) nicméně založil království Parhe v severní části bývalého království Kogurjo. Proto se toto období někdy rovněž nazývá období severního a jižního státu. Trvalo do roku 926, kdy bylo Parhe dobyto Kitany.
Na konci 9. století se Sjednocená Silla rozdělila na pozdní tři království (Silla, Pozdní Pekče, Pozdní Kogurjo). Toto období bylo ukončeno sjednocením všech tří států králem Wang Konem (posmrtné jméno Tchädžo) pod dynastií Korjo. Za její vlády byly kodifikovány zákony, byl zaveden systém státní služby a kultura ovlivněná buddhismem vzkvétala. Korjo bylo historicky druhým státem, který ovládl prakticky celý Korejský poloostrov, a dalo zemi také název, který se ve světě užívá dodnes (nikoli v Koreji samotné). Hlavním městem byl Käsong. Korjo si drželo dlouho značnou suverenitu, kterou však narušil roku 1231 vpád Mongolů vedených Ogedejem, následovaný okupací. Svržení mongolské nadvlády v Číně roku 1368 znamenalo i pro Korjo osvobození od Mongolů a jejich mongolizačních snah, avšak zároveň vznikl mocenský chaos. Toho využil v roce 1392 I Song-kje (Tchädžo), uzmul trůn a založil novou dynastii. Stát přejmenoval na Čoson. Tento stát pak existoval 500 let.

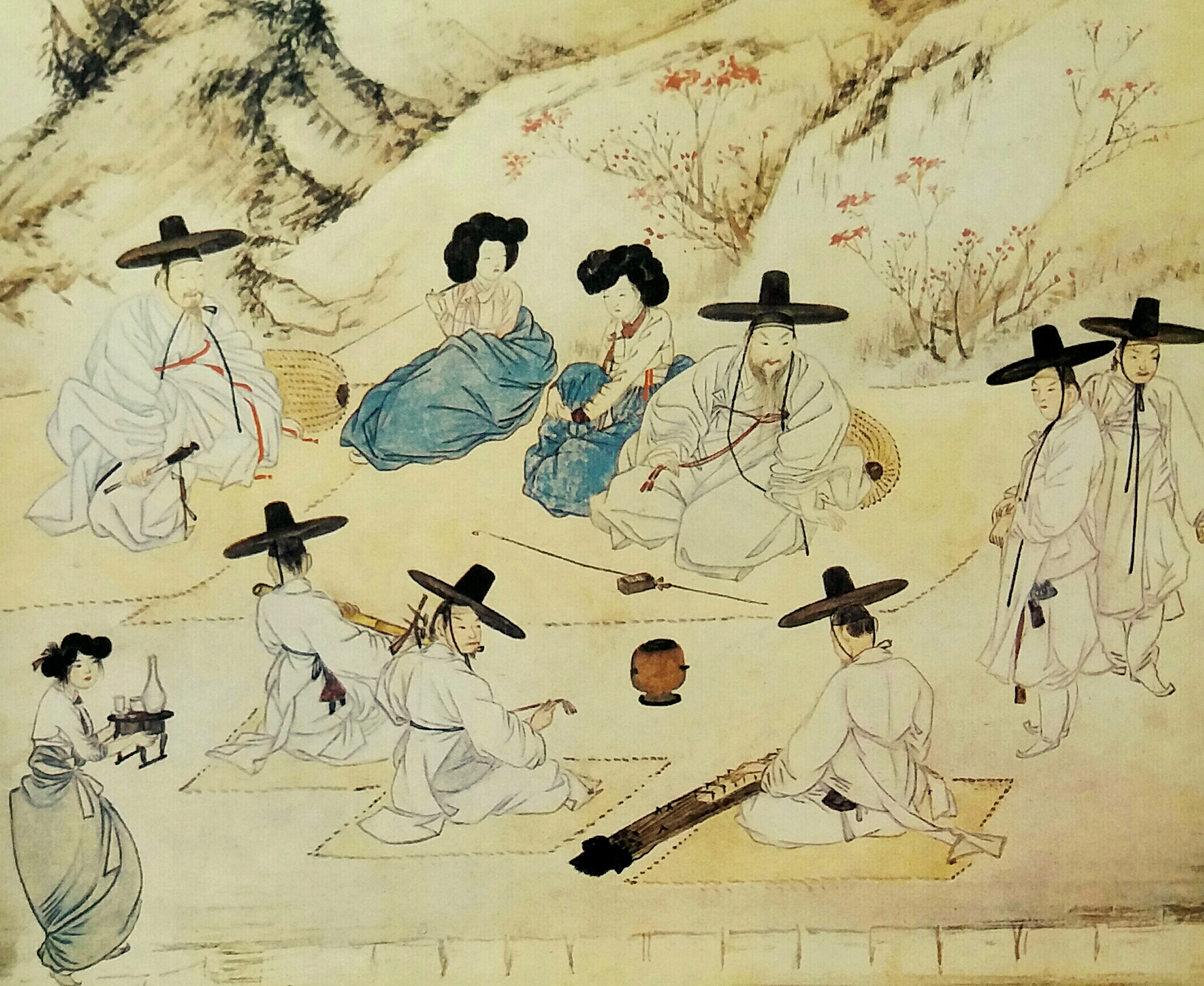
Korejci za vlády dynastie Čoson

Rozkvět Čosonu nastal zejména za krále Sedžonga Velikého, který provedl četné administrativní, sociální a ekonomické reformy a roku 1446 nechal vytvořit hangul, původní korejskou hláskovou abecedu, kterou Korejci používají dodnes. Tím se začala silně rozvíjet vzdělanost, neboť do té doby užívané čínské znaky se pro zápis korejštiny nehodily, což limitovalo literární tvorbu. Dynastie Čoson také potlačila buddhismus ve prospěch konfucianismu (či spíše neokonfucianismu). To zlepšilo vztahy s mingskou Čínou. Mingové také pomohli Korejcům odrazit japonskou invazi v roce 1592 (tzv. imdžinská válka). Naopak další čínskou dynastii Čching, kterou založili Mandžuové, vnímali čosonští vládci jako barbarskou a silně poloostrov od Číny izolovali. Programově odmítali technologické a jiné novinky, které z Číny v té době přicházely, což od 16. století vedlo k zaostávání Koreje.
Od 16. století čelila dynastie Čoson rovněž četným invazím, vnitřním rozbrojům a vzpourám a v pozdním 19. století její moc značně upadla. Pokus francouzských jednotek si Koreu podrobit v roce 1866, po vzoru britského podrobení si Číny v opiových válkách, ještě zvýšil nedůvěru konzervativní říše ke křesťanství, Západu a modernímu světu, takže se ještě více izolovala. V roce 1897 vzniklo Korejské císařství, které ale trvalo pouhých 13 let, než bylo v roce 1910 okupováno po koloniích lačnícím Japonskem.
V roce 1919 vystoupilo nenásilné Hnutí 1. března s protestem proti japonské okupaci. Během protestů v roce 1919 byla zabito více než 7000 Korejců, 46 000 jich bylo zatčeno. Odpor trval až do osvobození v roce 1945.

### Založení Jižní Koreje

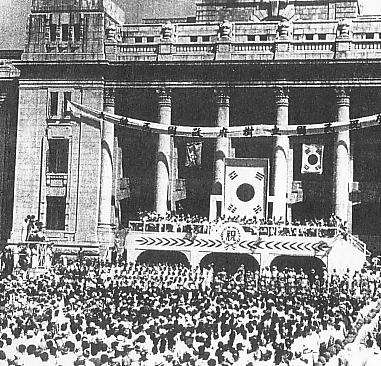
Slavnostní vyhlášení jihokorejského státu 15. srpna 1948

V období druhé světové války zneužívali japonští vojáci zadržené jihokorejské ženy, které využívali jako sexuální otrokyně.
Na konci války byla Korea rozdělena podél 38. rovnoběžky na severní část, jež byla okupována Sovětským svazem, a na jižní část, jež byla okupována Spojenými státy (okupace území probíhala na podobném principu jako například spojenecká okupace Rakouska – bylo vnímáno, že Japonci území zabrali proti vůli Korejců, nicméně bylo chápáno jako území poraženého státu s tím, že jeho další osud bude teprve vyjasněn).
Sověti i Američané prohlašovali, že chtějí obnovit jednotný korejský stát na celém území poloostrova, ovšem na jeho podobě se nedokázali domluvit. A tak obě okupační zóny v roce 1948 získaly vlastní vládu, přičemž každá z těchto vlád prohlašovala, že je legitimní vládou celé Koreje. Na severu byl ustanoven komunistický režim vedený Kimem Ir-senem, zatímco na jihu byl ustanoven formálně demokratický režim, vedený Li Syn-manem (jak byl nazýván v českém dobovém tisku, v současnosti převažuje přepis I Sung-man). Jižní Korea oficiálně vznikla 15. srpna 1948.
V roce 1948 vypuklo prokomunistické povstání na ostrově Čedžu, které ale bylo jihokorejskou vládou tvrdě potlačeno a mělo za následek desetitisíce obětí. Problémem pro mnohé obyvatele na venkově byla půda. V roce 1946 Sever provedl pozemkovou reformu, která odebrala půdu Japoncům. Sever ji zestátnil, což většina rolníků na jihu nechtěla, ale volání po pozemkové reformě sílilo i tam. V červnu 1949 I Sung-man vyhlásil vlastní pozemkovou reformu. Velcí pozemkoví vlastníci byli zbaveni velkého množství půdy, která byla rozdělena mezi malé rolníky. Přibližně 40 procent půdy se tak dostalo do rukou malým zemědělcům, čímž si I Sung-man zajistil podporu na jihokorejském venkově a snížil tam účinnost komunistické agitace.

### Korejská válka

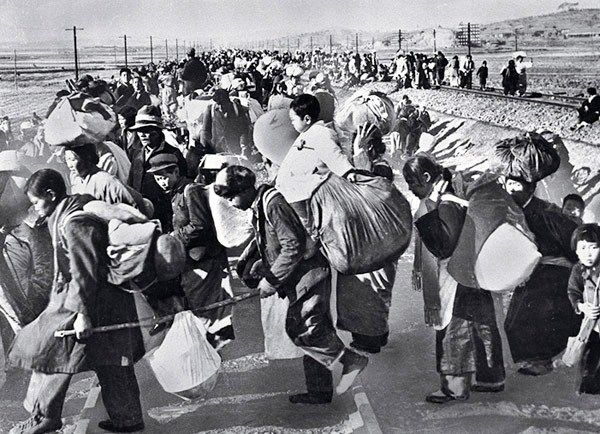
Korejci prchající po útoku komunistů na jih

V červnu 1950 překročila vojska KLDR, s materiální pomocí Sovětů a čínských dobrovolnických jednotek, hraniční rovnoběžku a zahájila tak korejskou válku. V roce 1950 Sovětský svaz bojkotoval zasedání Rady bezpečnosti OSN na protest proti zastoupení Kuomintangu – vlády Čínské republiky na Tchaj-wanu namísto Čínské lidové republiky v této instituci. Absence Sovětského svazu v Radě bezpečnosti umožnila Spojeným státům prosadit rezoluci Rady bezpečnosti schvalující vojenskou intervenci v Koreji. Spojené státy americké vzápětí vyslaly na korejský poloostrov 302 tisíce vojáků, kteří spolu s menšími jednotkami dalších dvaceti států pomohli jihokorejským jednotkám invazi odrazit.

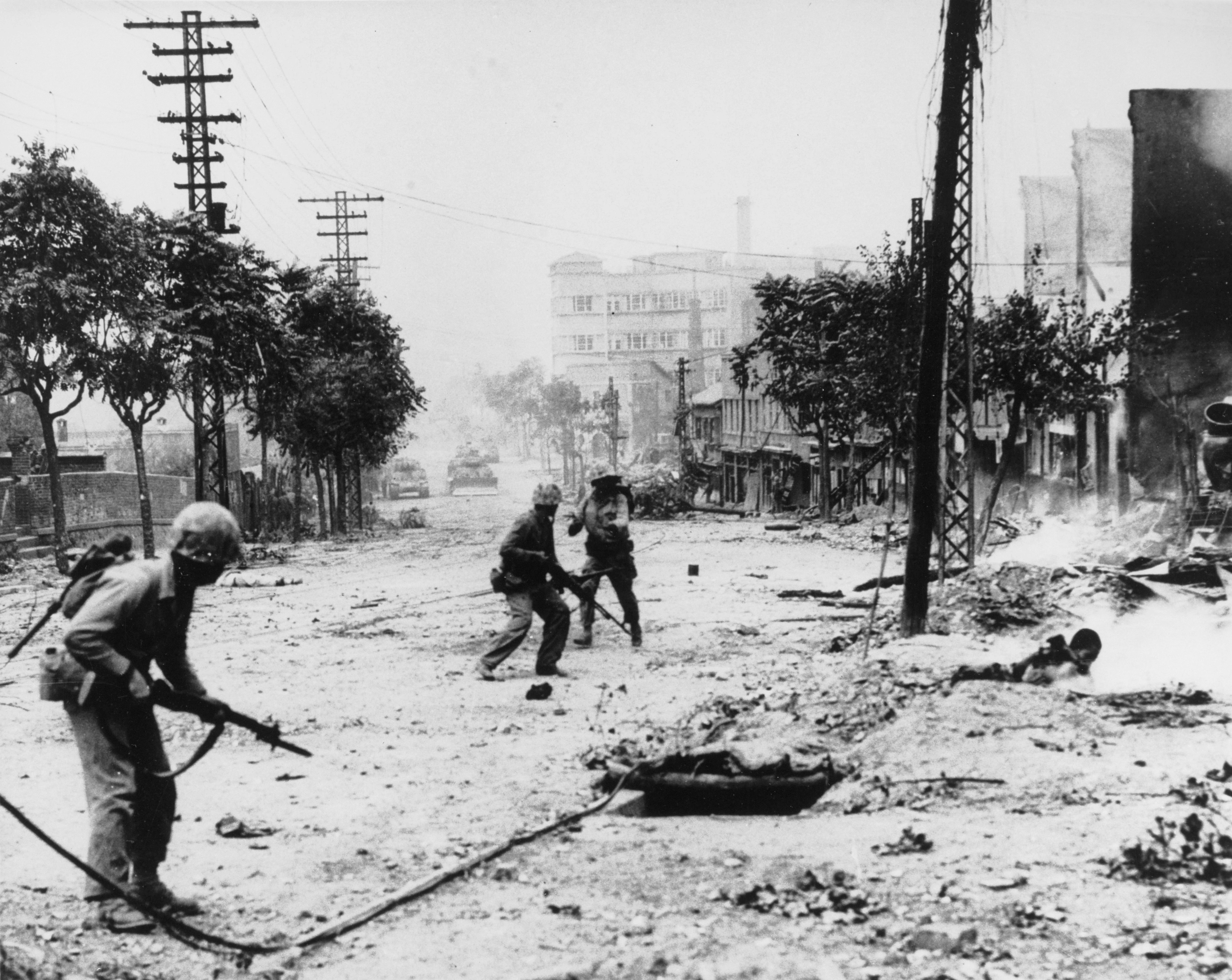
Boje v ulicích Soulu

Během prvních dvou měsíců byli tito obránci zatlačeni do Pusanského perimetru na jihovýchodě poloostrova. Protiofenzíva Spojených národů zatlačila Severokorejce naopak za 38. rovnoběžku až téměř k hranici s Čínou na řece Ja-lu. Na tuto situaci reagovala komunistická Čína neformálním vstupem do konfliktu na straně Severokorejců a čínské jednotky vytlačily síly OSN zpět za 38. rovnoběžku. V červenci 1951 se původně dynamické boje změnily ve statickou zákopovou válku právě kolem 38. rovnoběžky.
10. července 1951 byla zahájena jednání o příměří, ale protáhla se ještě na dva dlouhé roky, během nichž se stále bojovalo s velkými ztrátami na životech, ale fronta se téměř neposunula. V mírových jednáních se odrážela studená válka. Každou chvíli se jednání ocitala na mrtvých bodech, obě strany se vzájemně obviňovaly. Boje skončily 27. července 1953, kdy byla podepsána dohoda o příměří, která obnovila hranici kolem 38. rovnoběžky, přibližně v oblasti původní demarkační linie, a vytvořila Korejské demilitarizované pásmo.
Vojenské akce byly roku 1953 ukončeny jen na základě smlouvy o příměří a mírová smlouva nebyla uzavřena dodnes, takže formálně jsou oba státy stále ve válečném stavu. 27. května 2009 Severní Korea oznámila, že se příměřím již necítí vázána. 8. března 2013 Korejská lidově demokratická republika oficiálně oznámila, že dohoda o příměří se s okamžitou platností ruší. KLDR tak učinila poté, co Rada bezpečnosti OSN uvalila na Severní Koreu další sankce kvůli jejímu třetímu jadernému testu.
V tříleté korejské válce bylo zabito nebo pohřešováno až 3,5 milionů vojáků a civilistů. To z korejské války činí jeden z nejničivějších konfliktů moderní doby, s větším podílem obětí na životech civilistů než v druhé světové válce nebo ve válce ve Vietnamu. Důvodem vysokého počtu obětí mezi civilním obyvatelstvem bylo to, že obě strany konfliktu se systematicky dopouštěly zločinů na civilním obyvatelstvu a na zajatcích. Prakticky všechna velká korejská města byla válkou zničena.

### Autokratický režim

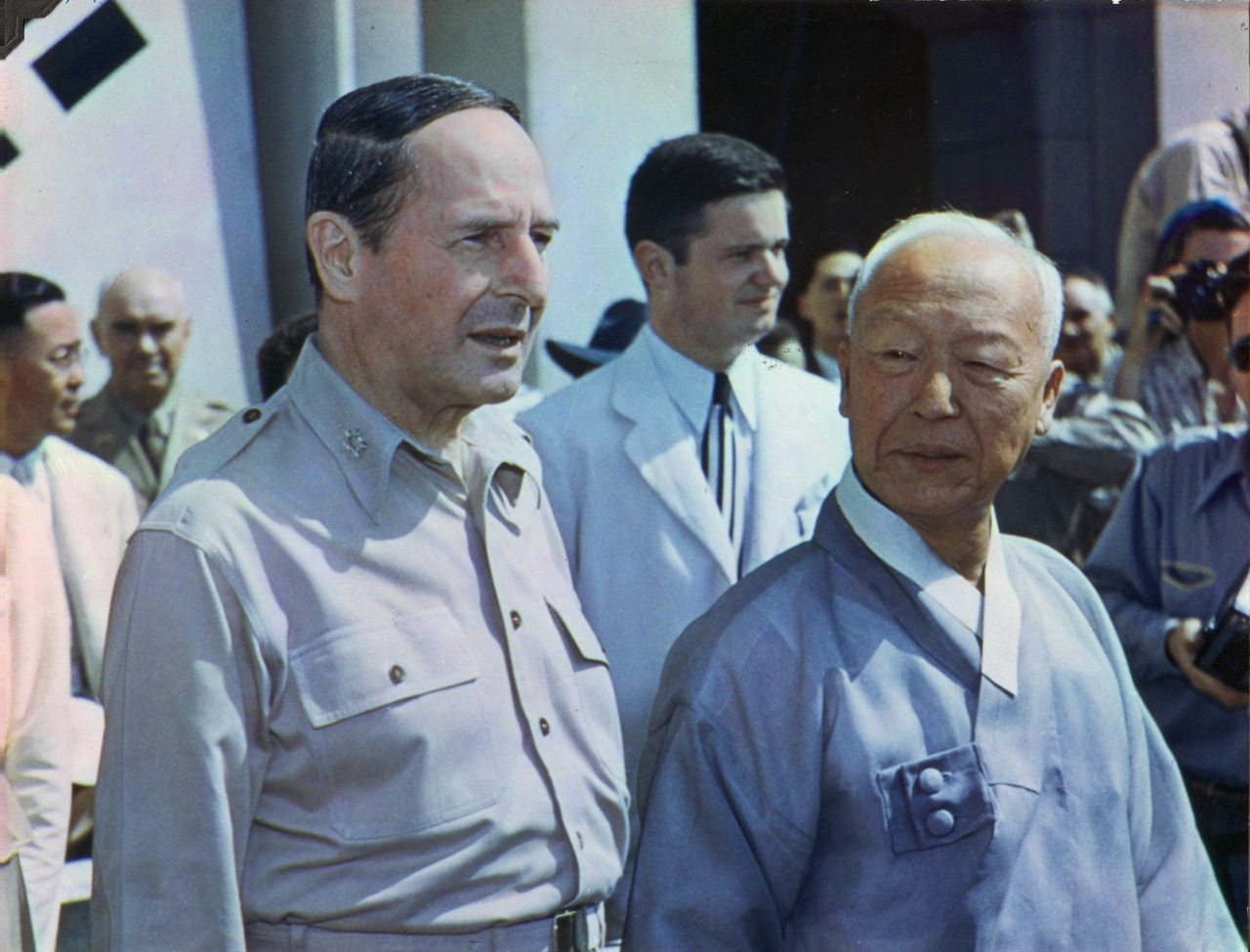
Zakladatel Státu I Sung-man (vpravo) s generálem MacArthurem

Období 1948–1960 je v Koreji dnes obvykle nazýváno první republika. I Sung-man, jehož ideologie byla zejména nacionalistická, se orientoval geopoliticky silně na Spojené státy, neboť v tom viděl jediný způsob, jak odolat tradičnímu tlaku mocných sousedů – Číny a Japonska. Jeho osobní sklony byly ovšem spíše autoritářské než demokratické, jak by rádi viděli Američané. V květnu 1952 I Sung-man prosadil ústavní změny, díky nimž se prezidentský úřad stal přímo volený. Následně vyhlásil stanné právo a nechal pozatýkat své odpůrce, včetně mnoha členů parlamentu. V takto "připravených" volbách pak jasně zvítězil. V roce 1954 prosadil v parlamentu návrh, který rušil osmiletý limit vlády jednoho prezidenta. Zůstal tak u moci i po roce 1956. Na nevoli řady politiků reagoval jejich zatčením a popravou. Tradiční při tom bylo "odhalení", že jsou severokorejskými špiony. 

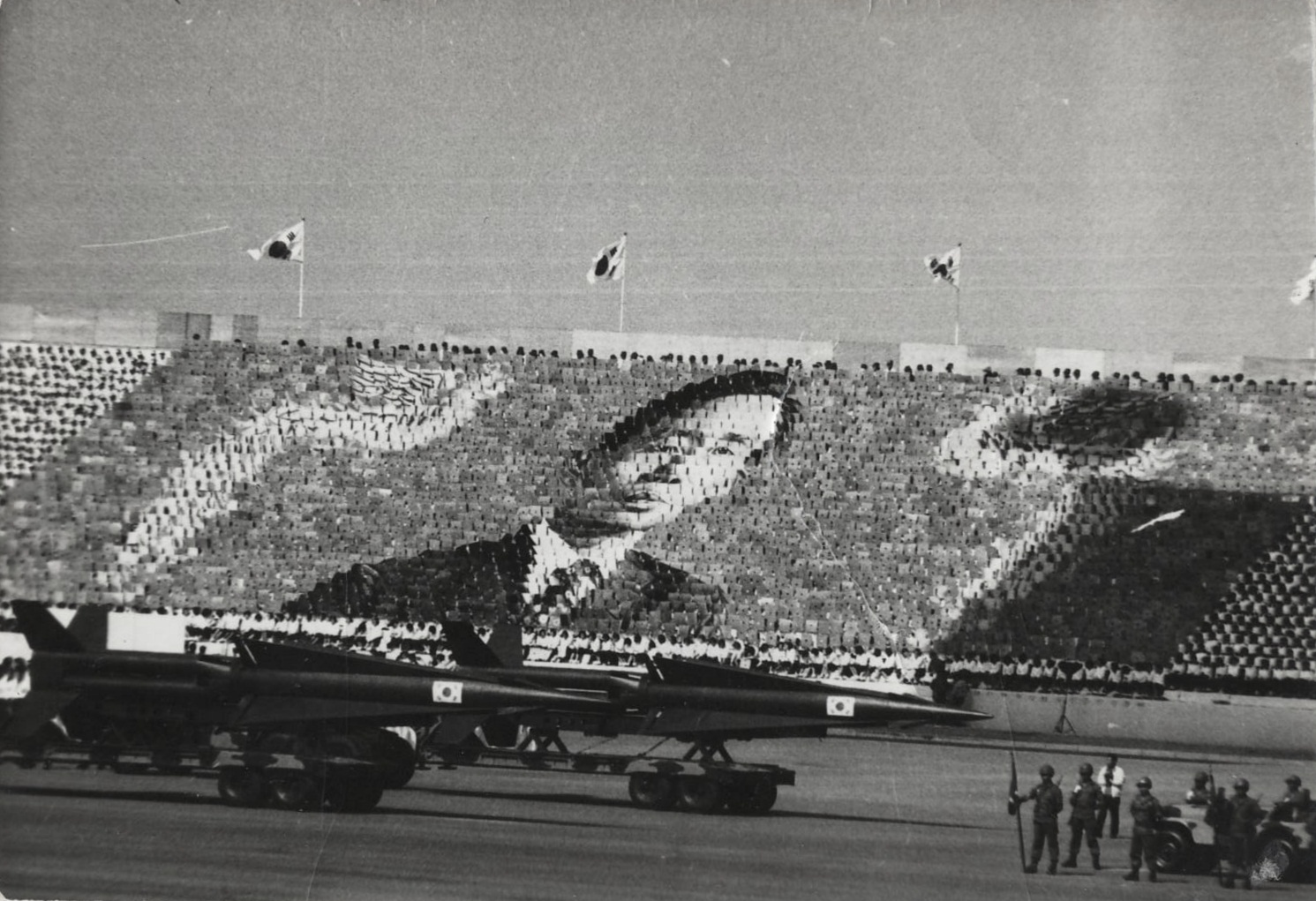
Vojenská přehlídka s portrétem prezidenta Pak Čong-huie

V roce 1960 byla autokratická vláda I Sung-mana odstavena od moci studentskými nepokoji (Dubnová revoluce), které reagovaly na další zinscenované prezidentské volby. Nastala krátká doba občanské vlády, ovšem také značné politické nestability. Vojenský převrat vedený generálem Pak Čong-huiem v následujícím roce obnovil diktaturu, která pak trvala 18 let. Za jeho vlády se Jižní Korea aktivně účastnila války ve Vietnamu. Park v roce 1972 nechal vytvořit novou ústavu, která dala prezidentovi rozsáhlé pravomoci a umožnila mu kandidovat na neomezený počet šestiletých volebních období. Rozhodl se systematicky vytvořit silně exportní ekonomiku, s počáteční státní podporou nově založených soukromých podniků, a masivně investoval do infrastruktury. Ekonomika poté prudce posílila.
Pak Čong-hui byl za nevyjasněných okolností zavražděn v roce 1979. Následoval znovu značný chaos. Ten ukončil dalším překvapivým převratem generál Čon Du-hwan. Přinutil vládu vyhlásit stanné právo, zavřel univerzity, zakázal politické aktivity a ještě více omezil svobodu tisku. Na to reagovaly velké studentské demonstrace na jaře roku 1980. Ukončil je tvrdý vojenský zákrok a masakr v Kwangdžu (Povstání v Kwangdžu), při kterém zahynuly stovky lidí. Čon a jeho vláda si udrželi v Jižní Koreji moc až do roku 1987, kdy se roznětkou nových nepokojů stalo umučení studenta Soulské národní univerzity Park Jong-chula. 10. června Asociace katolických kněží pro spravedlnost incident odhalila a vzniklo tzv. Červnové hnutí za demokracii po celé zemi. Nakonec Čonova Strana demokratické spravedlnosti a její tehdejší vůdce Ro Tche-u tlaku veřejnosti ustoupily a vyhlásily přímou volbu prezidenta.

### Demokratizace a demokracie

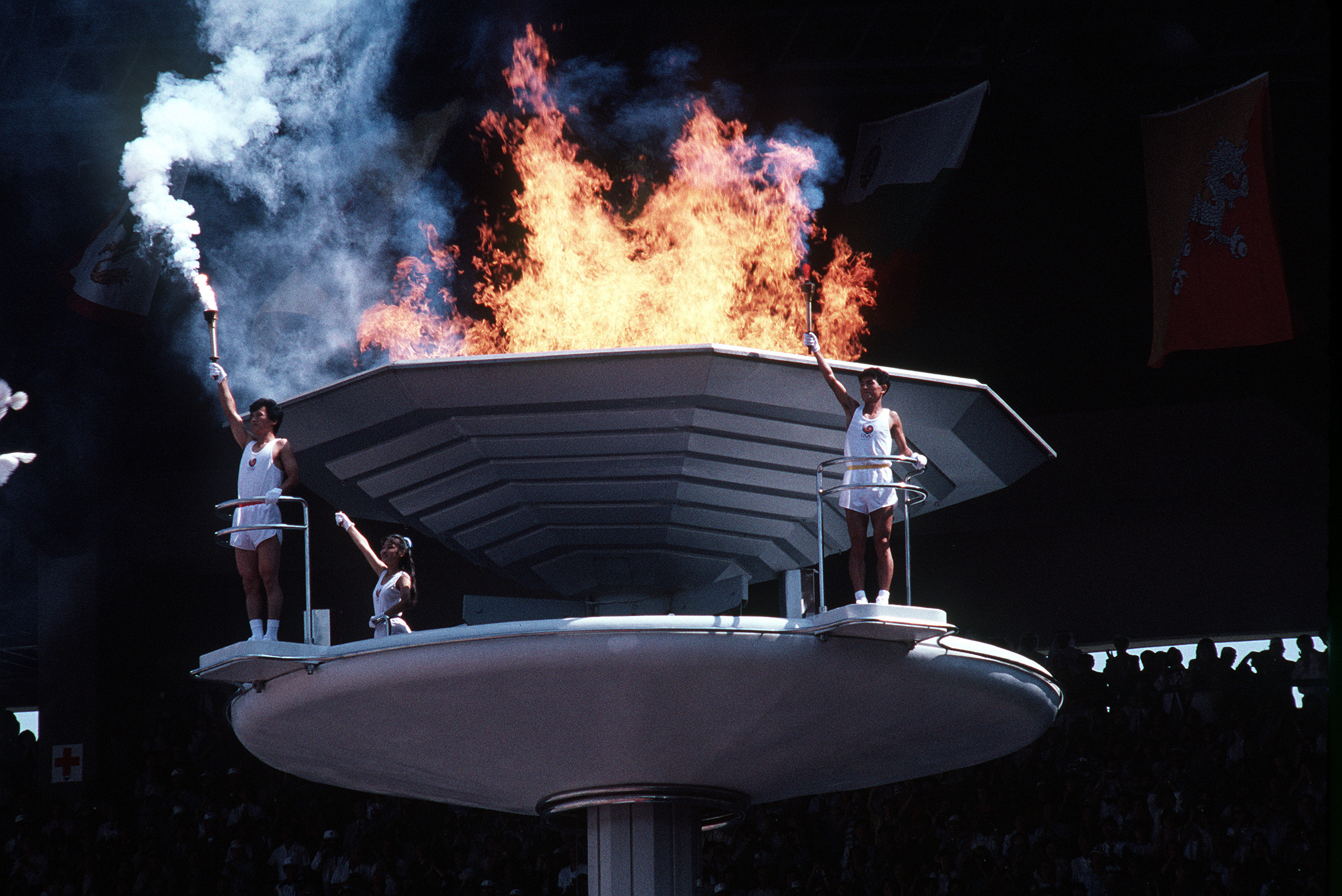
Zahájení olympijských her v Soulu roku 1988

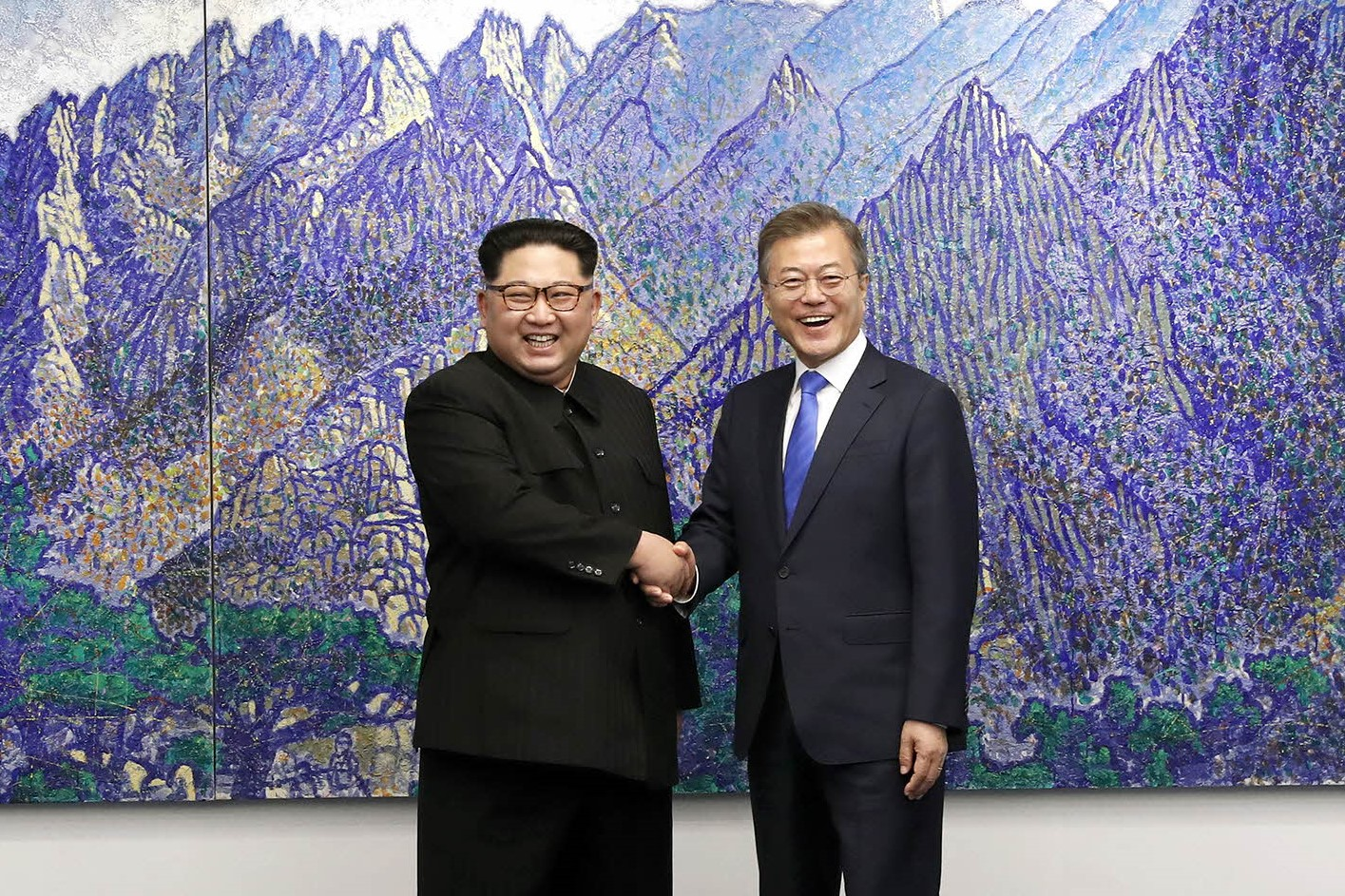
Kim Čong-un a Mun Če-in v roce 2018

V přímé volbě však sám Ro uspěl, neboť se mohl vykázat objektivními ekonomickými úspěchy. Symbolem ekonomické a organizační síly Koreje se pak staly i Letní olympijské hry v Soulu, které Korejci uspořádali v roce 1988. K Roovým úspěchům patřilo i přijetí Jižní Koreje do OSN v roce 1991. V roce 1993 Roa vystřídal Kim Jong-sam, za jehož vlády se Jižní Korea stala jednou z velkých světových ekonomik, patřila k nejdravějším "asijským tygrům". V roce 1996 byla přijata do OECD. Kim pokračoval v pozvolné demokratizaci, sám byl bývalým opozičním vůdcem, který však v roce 1990 poměrně nečekaně svou opoziční stranu sloučil se stranou vládní, takže za skutečný mezník v demokratizačním procesu bývá často označována až volba z roku 1997, kdy se prezidentem Jižní Koreje stal Kim Te-džung, politický vězeň odsouzený po nepokojích v roce 1980 k smrti, jíž však unikl a stal se exulantem.
Po své inauguraci v únoru 1998 Kim Te-džung vyhlásil tzv. „občanskou vládu“ (kungmin čŏngbu) a zahájil Program slunečního paprsku (zvaný též sluneční politika, häpit čŏngčchäk), což v praxi značilo řadu vstřícných kroků a přátelských gest vůči komunistické KLDR, včetně mohutné potravinové pomoci. Za tuto svou politiku získal Kim Te-džung v roce 2000 Nobelovu cenu míru. Kim Te-džung také ukočíroval dopady Asijské finanční krize a nasměroval Jižní Koreu k dalšímu ekonomickému růstu, byť pozvolnějšímu než v 90. letech. Spolupořádání mistrovství světa ve fotbale s Japonskem v roce 2002 bylo dalším velkým gestem přátelství mezi bývalými rivaly, vztahy s Japonskem se však posléze znovu zhoršily kvůli sporu o svrchovanost nad Liancourtskými skalami a sporům o kompenzace za nucenou práci Korejců pro Japonsko během druhé světové války.
V Kimově linii pokračoval i Ro Mu-hjon, miláček internetové generace, který byl zvolen prezidentem v roce 2003 s mnoha novátorskými představami o "participativní vládě". Jeho vláda však uvízla v bahnu korupčních podezření, jež vyvrcholily jeho sebevraždou. To už však v úřadě nebyl, když volby v roce 2007 vyhráli konzervativci v čele s bývalým hlavním manažerem Hyundaie a starostou Soulu I Mjong-bakem. Do úřadu ho vynesla také rostoucí nespokojenost obyvatel se "slunečními" přístupy k severu a série severokorejských provokací. Jihokorejcům se zdálo, že tato politika severokorejské brutální diktatuře spíše pomáhá k tomu, aby se udržela. I Mjong-bak tedy značně přitvrdil. Za jeho vlády byla Jižní Korea rovněž pozvána do skupiny ekonomicky nejsilnějších zemí světa, tzv. G 20, čímž byl stvrzen její status světové velmoci. Také I Mjong-bak však ztroskotal na útesu korupce a skončil kvůli ní nakonec ve vězení, byť až v roce 2018, již po opuštění úřadu. To jeho nástupkyně Pak Kun-hje, první žena v čele Jižní Koreje, dopadla ještě hůře, když kvůli korupci byla soudem sesazena přímo z prezidentského stolce. Následně rovněž skončila za mřížemi, spolu s podivnou vědmou, která byla její poradkyní.
V roce 2017 ji v úřadu nahradil Mun Če-in, jenž proslul především svým asistováním pokusům amerického prezidenta Donalda Trumpa bezprecedentně zlepšit komunikaci a vztahy s KLDR a jejím vůdcem Kim Čong-unem. Rychlého pokroku v otázce denuklearizace KLDR se však Trumpovi dosáhnout nepodařilo. Mun Če-in, sám potomek severokorejských uprchlíků, však jeho snahu podpořil nevídanými gesty, dokonce Severní Koreu navštívil a zúčastnil se oficiálních oslav založení KLDR.
Od 10. května 2022 do 4. dubna 2025 byl prezidentem Jižní Koreje právník Jun Sok-jol, který byl zastáncem užších vztahů s USA i dalšími demokratickými zeměmi v regionu jihovýchodní Asie. Jižní Korea se zúčastnila cvičení Locked Shields 2022, největšího a nejkomplexnějšího každoročního mezinárodního cvičení kybernetické obrany s ostrou palbou na světě. V květnu se jako první asijská země připojila k Centru excelence NATO pro spolupráci v oblasti kybernetické obrany (NATO Cooperative Cyber Defence Centre of Excellence).

## Státní symboly

### Vlajka

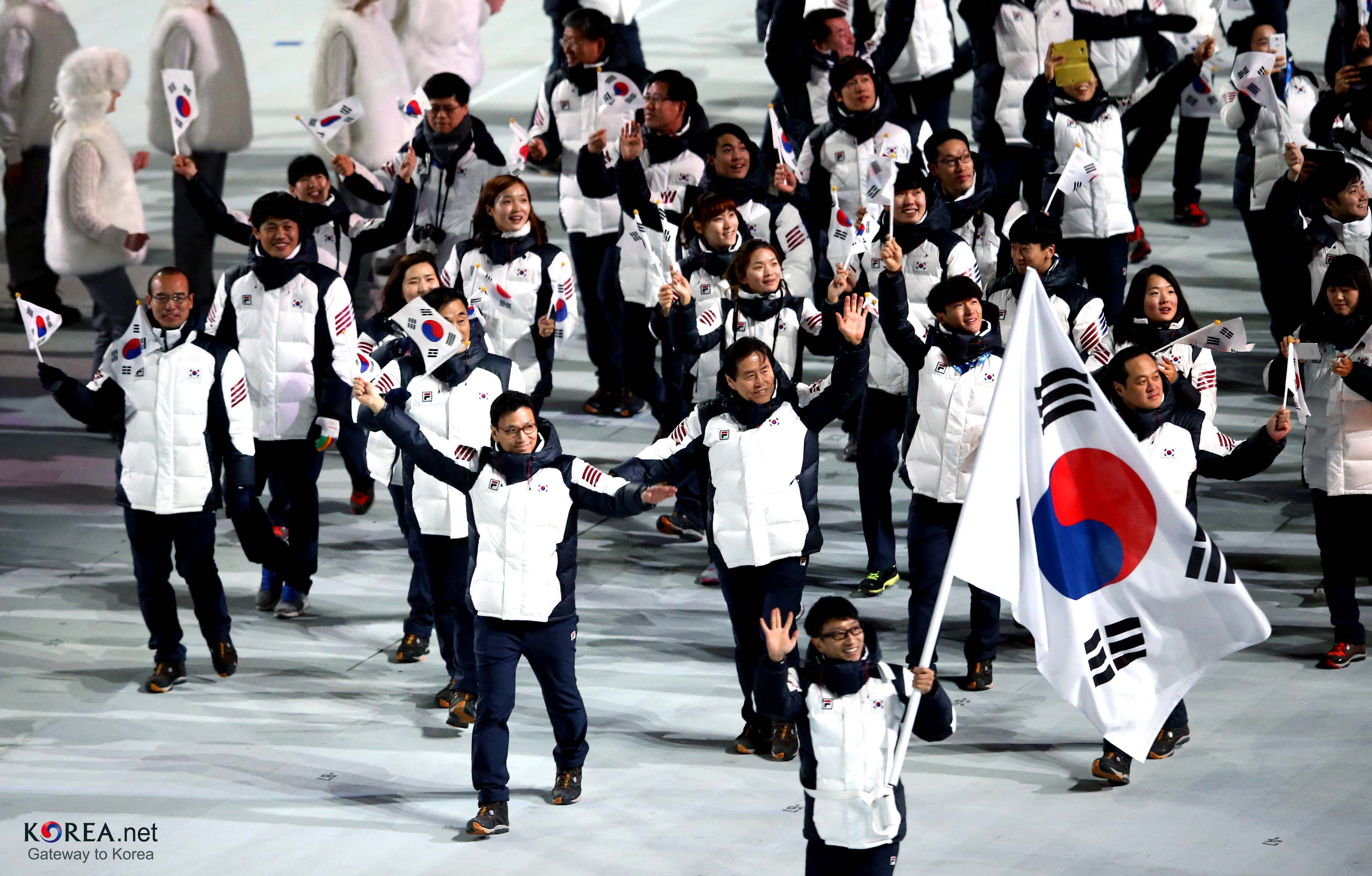
Jihokorejští sportovci s vlajkami Jižní Koreje

Jihokorejská vlajka je tvořena bílým listem o poměru stran 2:3, v jehož středu se nachází tchäguk tj. červeno-modrý symbol jin a jang ve tvaru ležatého písmene S (modrá část je dole, červená nahoře). V každém ze čtyř rohů se nachází jeden trigram, kombinace tří plných a přerušovaných černých, rovnoběžných čar.

### Znak
Jihokorejský státní znak je tvořen symbolem t'aeguk (který je i na vlajce), obklopený pěti zlatými okvětními lístky korejské národní květiny ibišku syrského, korejsky zvaným Mugunghwa. Emblém je asi ze dvou třetin obklopen stříbrnou, dvakrát přeloženou stuhou s konci ve tvaru vlaštovčího ocasu. Prostřední část stuhy v dolní části je modrá, se stříbrným nápisem v korejském písmu. Nápis je Tehan minguk (česky Korejská republika).

### Hymna
Jihokorejská hymna se nazývá Egukka česky Vlastenecká píseň, stejně se ovšem jmenuje severokorejská hymna, přestože jde o rozdílné písně.
Text pochází z 19. století, jeho autor není znám. Původně se text, zpíval na melodii skotské písně Auld Lang Syne. Při prohlášení písně hymnou ale byla jako melodie zvolena skladba Korejská fantasie skladatele a dirigenta An Ik-tche.

## Geografie

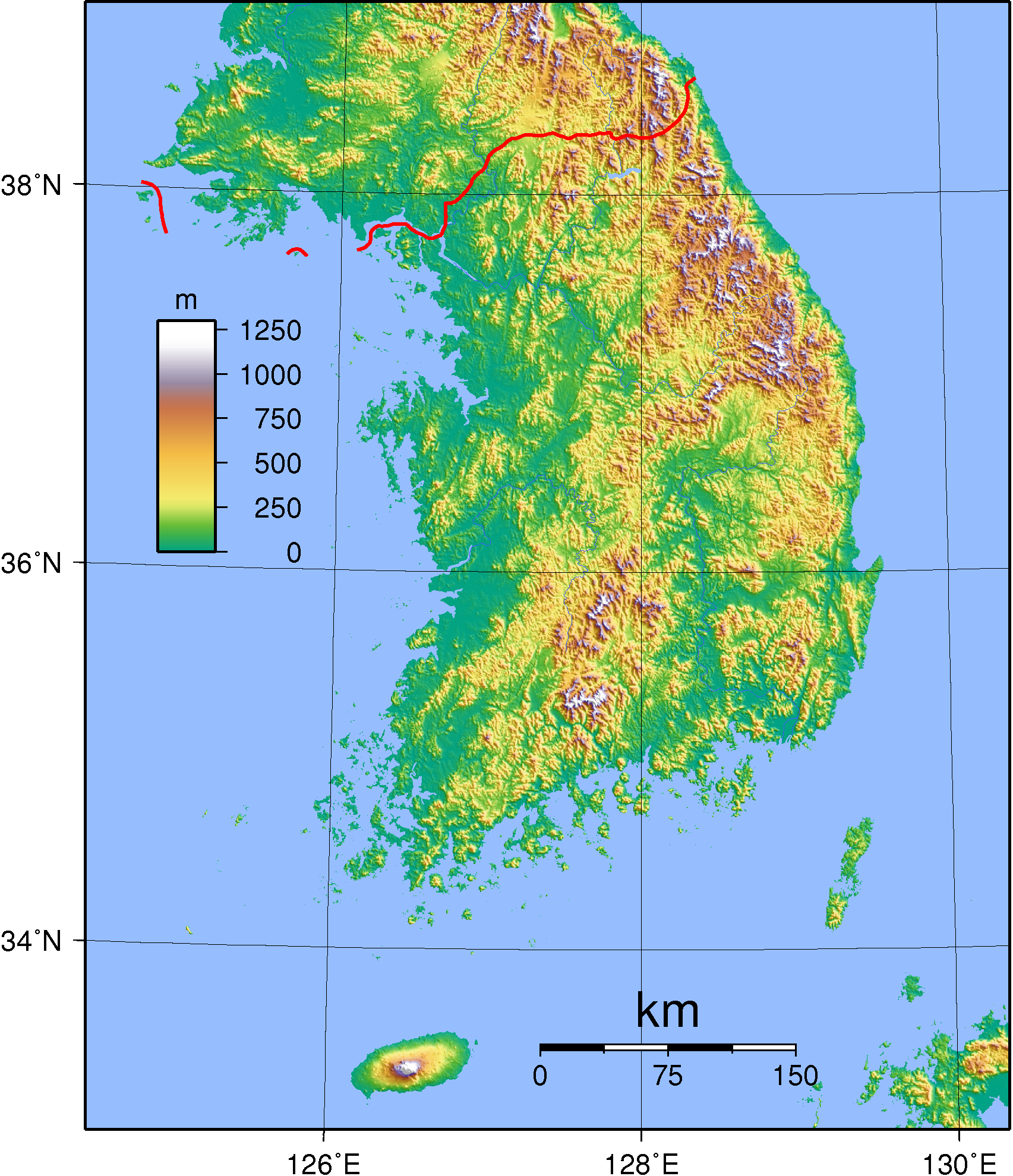
Topografická mapa Jižní Koreje

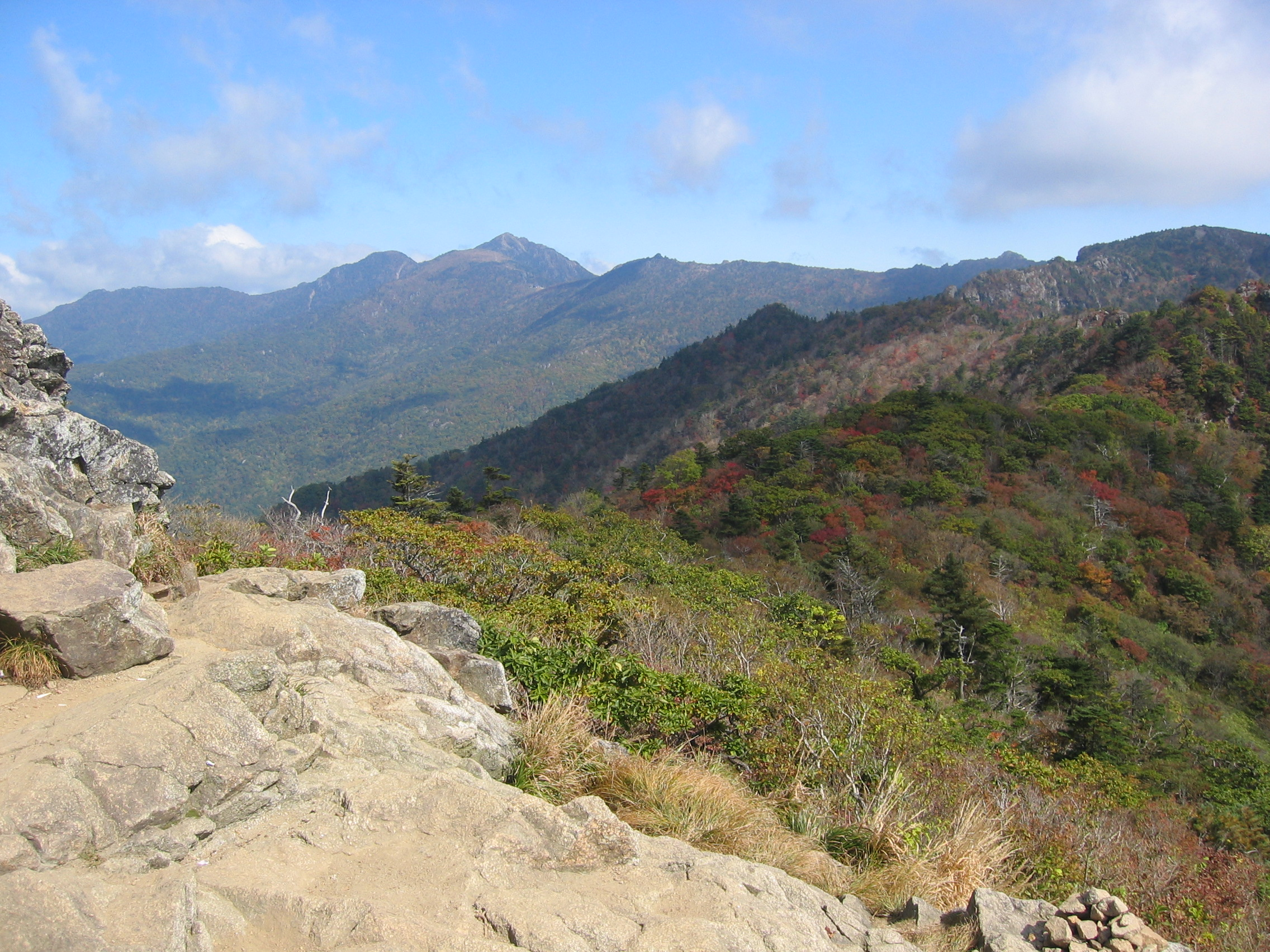
Hora Čirisan v pohoří Sobek

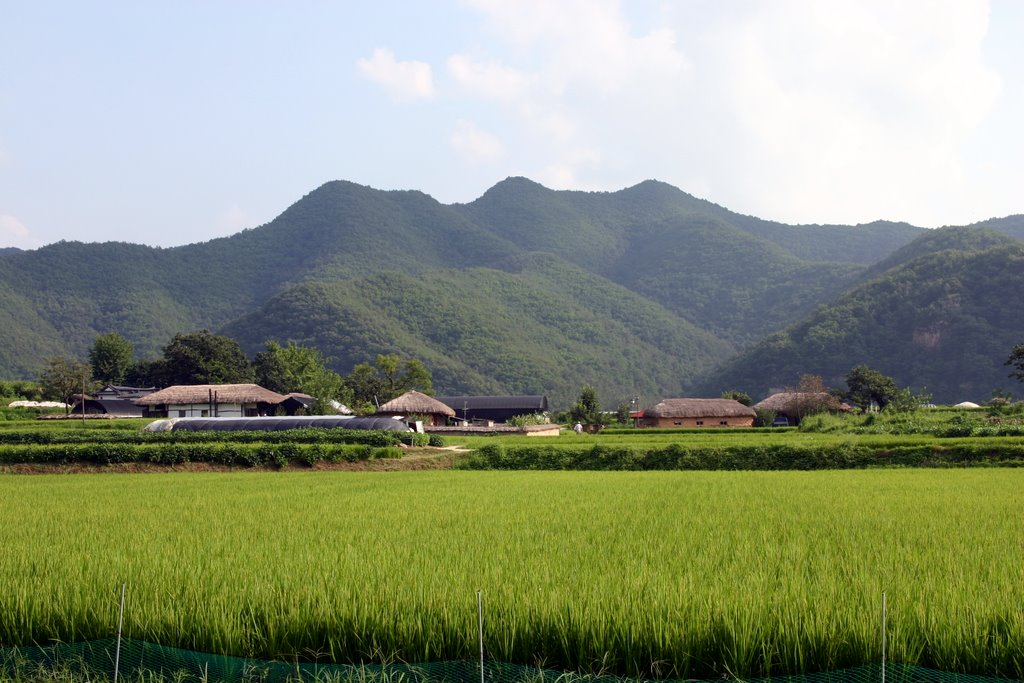
Rýžové pole na východě země v provincii Severní Kjongsang

S rozlohou 100 363 km2 je 107. největším státem na světě, 1,2× větším než Česká republika a 1,2× menším než sousední Severní Korea. Hustota zalidnění je 515 obyvatel na km² (k roku 2022), což je 2,6× více než v Severní Koreji a 3,7× více než v Česku.
Jižní Korea zaujímá jižní část Korejského poloostrova. Ze západu je omývána Žlutým mořem a na východě Japonským mořem. Poválečná nevraživost Korejců vůči Japonsku se promítla i do geografických názvů: Žluté moře nazývají Západním mořem a Japonské moře Východním mořem.
Terén je, obdobně jako v Severní Koreji, velmi hornatý (pohoří Diamantové hory), a většina půdy není obdělávatelná. Na jihozápadě a jihovýchodě země jsou nížiny, ty ale zaujímají jen 30 % plochy země.
V blízkosti Korejského poloostrova je také asi 3 000 menších ostrovů a ostrůvků, z nichž největší je ostrov Čedžu (1 845 km2), asi 100 km od jižního pobřeží. Na tomto ostrově se také nachází nejvyšší vrchol Jižní Koreje, vyhaslá sopka Halla-san (1 950 m n. m.).
Podnebí je v jižní Koreji mírné. V létě nastává krátké období dešťů, zimy mohou být velmi tuhé. Průměrná lednová teplota v Soulu je od -7 °C do +1 °C, průměrná teplota v červenci je od 22 °C po 29 °C. Zimní teploty jsou nižší na východním pobřeží. Většina srážek spadne v letním období dešťů.

### Hory
- pohoří Tchebek
- pohoří Sobek

### Řeky
- Hangang
- Kumgang

Jižní Korea má 22 národních parků, především v horských oblastech, které pokrývají 6,6 procenta území státu. Vůbec první, národní park Jirisan, byl vyhlášen v roce 1967. Státní organizace Korejská správa národních parků byla vytvořena v roce 1987. Spravuje 21 z 22 parků. Od roku 1998 podléhá ministerstvu životního prostředí. Zajímavostí je, že má vlastní policejní síly, které v parcích vynucují dodržování pravidel.

## Politika

Oficiální symbol prezidentské rezidence, sídlo prezidenta Jižní Koreje od roku 2022

### Zřízení

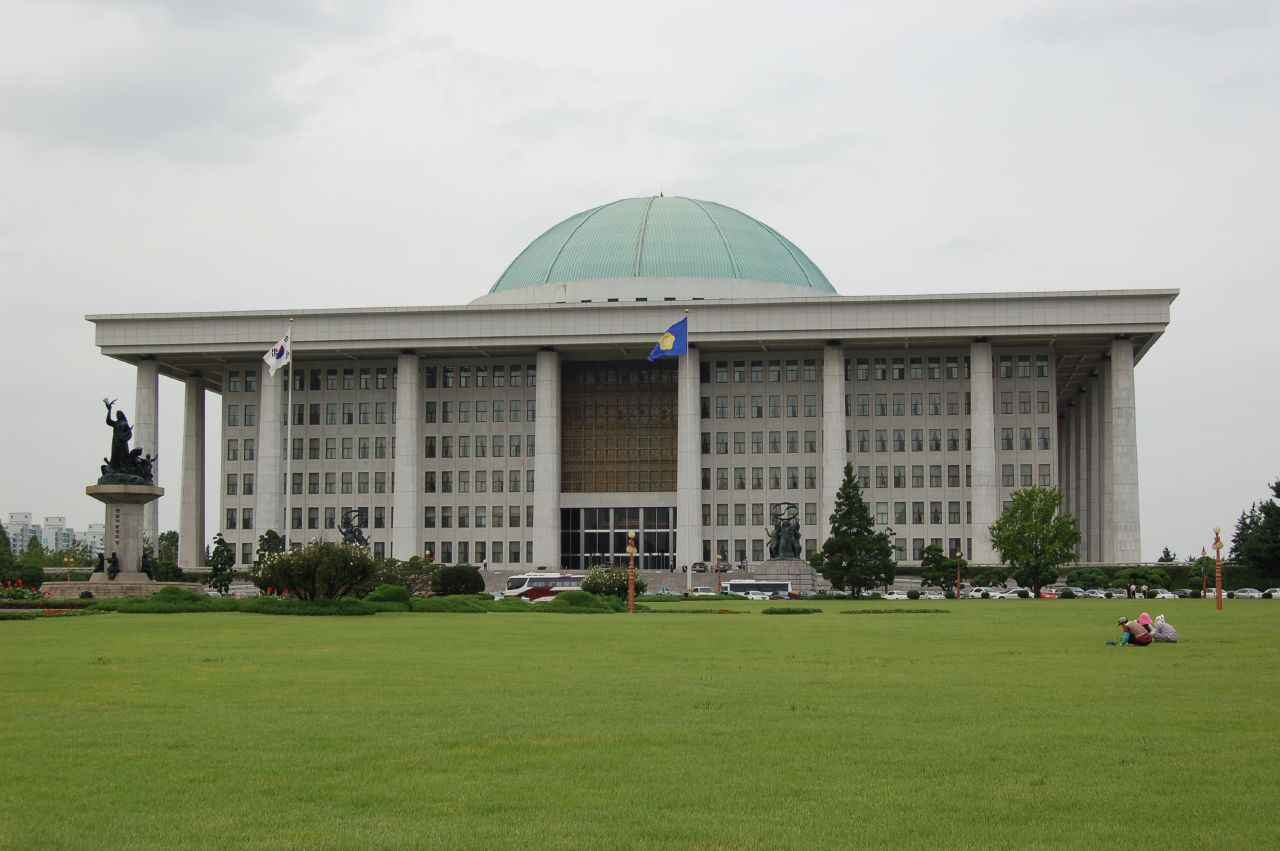
Budova Národní shromáždění v Soulu

Korejská republika je zřízením prezidentskou republikou. Hlavou státu a zároveň nejvyšším představitelem výkonné moci je prezident, volený ve všeobecných volbách na jedno volební období každých pět let. Prezident jmenuje premiéra a celý vládní kabinet, který musí odsouhlasit parlament. V prezidentských volbách roku 2022 zvítězil kandidát konzervativní Strana lidové moci Jun Sok-jol, který porazil liberálního kandidáta I Če-mjonga. Úřadu se ujal 9. května.
Druhou složkou moci je jednokomorový parlament Kukhö (국회, Národní shromáždění). Zástupci do korejského parlamentu (300 míst) jsou voleni ve všeobecných volbách, které se konají každé čtyři roky. Parlamentní systém je založen na několika politických stranách.
První ústava Korejské republiky byla schválena 17. července 1948. Od té doby prošla pěti velkými změnami (v letech 1960, 1961, 1972, 1980 a 1987). Se změnou ústavy nastala i změna ve vládnutí a tyto hraniční roky jsou zároveň roky následujících „republik“ – momentálně je to tzv. 6. republika (od roku 1988 dodnes). Pouze tzv. druhá republika, která existovala jen krátce v letech 1960–1961, se pokusila opustit prezidentský systém.
Místní samosprávy jsou v Koreji poloautonomní a mají vlastní výkonné a zákonodárné orgány.

Podle Indexu demokracie, který každoročně sestavuje týdeník The Economist, má Korea 23. nejkvalitnější demokracii na světě (dle žebříčku z roku 2019). Podle tohoto kritéria je nejdemokratičtější zemí v Asii (byť jen těsně za ní je Japonsko). V žebříčku tak předstihla Spojené státy i řadu evropských zemí, včetně Česka, Belgie či Itálie. Za dlouhodobě největší problém jihokorejské demokracie je označována korupce, zejména kvůli spektakulárním skandálům, které dostaly za mříže několik korejských prezidentů. V žebříčku Indexu vnímání korupce, který sestavuje Transparency International, se Korea v roce 2019 umístila na 39. místě, tedy 19 příček za Japonskem. Na druhou stranu má podle tohoto indexu nižší vnímanou korupci než Polsko nebo Česko. 

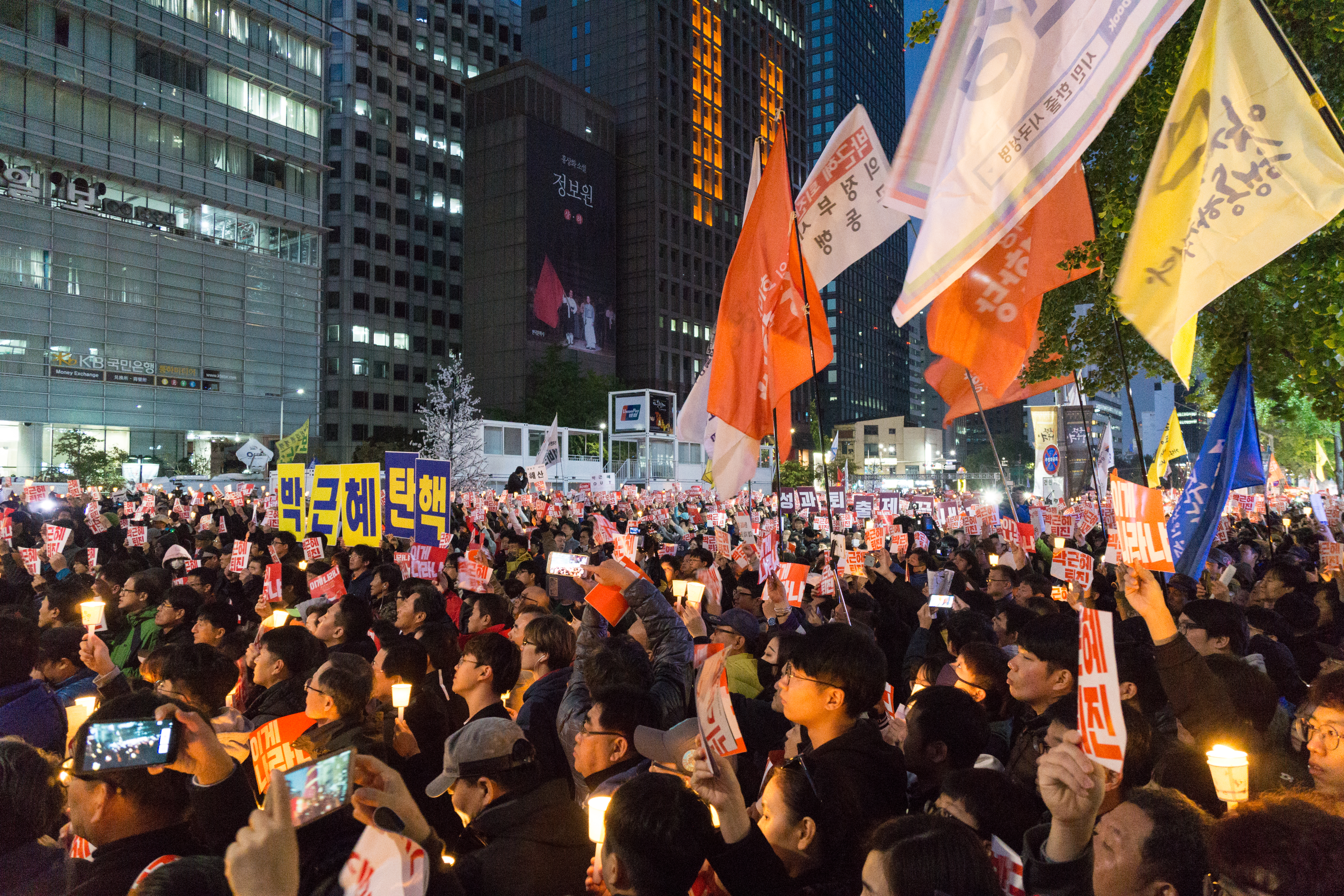
Demonstranti požadují demisi prezidentky Pak Kun-hje, 29. října 2016

### Otázka sjednocení
Otázka sjednocení země zůstává významným politickým tématem; přesto nebyla podepsána se Severem žádná mírová smlouva. V roce 2000 se konalo historicky první jednání mezi Severní a Jižní Koreou, přičemž Jih pokračuje v tzv. „sluneční politice“ směřující k dohodě. Od té doby pravidelné kontakty vedou k opatrnému oteplování vztahů.
Průměrný obyvatel Jižní Koreje si naproti tomu překotné sjednocení se Severem příliš nepřeje. Korejci si jsou vědomi situace, která nastala po pádu někdejšího východního Německa, a toho, že by nutná ekonomická pomoc Severu po sjednocení značně zatěžovala státní rozpočet i kapsy daňových poplatníků. Oproti situaci v rozděleném Německu je však rozdíl daleko drastičtější: HDP Západního Německa na hlavu byl v době sjednocení třikrát vyšší než v NDR, zatímco HDP Jižní Koreje na hlavu v roce 2012 byl osmnáctkrát vyšší než v KLDR.
Mladí Korejci dnes již vidí sjednocení jako nemožné, tvrdí, že vzhledem k padesátileté izolaci mají dnes severní Korejci podstatně jiný jazyk, kulturu a zvyky a jsou svébytným národem. Po skoro sedmdesáti letech se definitivně zpřetrhávají i poslední pouta rozdělených rodin, a obě země tak již spojuje hlavně společná historie.

### Vnitrokorejské spory

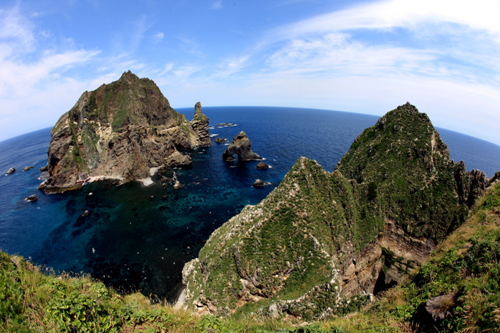
Souostroví Tokdo, které je předmětem sporu s Japonskem

Jeden z vnitrokorejských sporů se týká i pojmenování země. Jižní Korea používá pro obě země společný název Hanguk (한국, země lidu Han). Je-li potřeba rozlišit mezi jižní a severní částí, použije se pro Jižní Koreu název Namhan (남한, jižní Han) a pro KLDR Pukhan (북한, severní Han). V Severní Koreji je situace obdobná s tím, že Severokorejci používají starý historický název Čoson (조선) a pro upřesnění Severu a Jihu: Pukčoson (북조선) a Namčoson (남조선).
Když někdo v Jižní Koreji mluví o Koreji obecně a použije název Čoson, vše je zcela v pořádku, žádný problém nevznikne, dotyčný v nejhorším případě sklidí salvu smíchu. Naproti tomu, kdyby se v Severní Koreji někdo (lhostejno kdo) byť jen opovážil vyslovit slovo Hanguk, je zle, nastane trapné ticho a dotyčný se vystavuje riziku fyzické inzultace. Severokorejci tento název odmítají, protože naposledy byl pro zemi používán v krátkém období před nástupem japonské okupace.

### Územní spor s Japonskem o Tokdo
Kromě dlouhodobě napjaté situace na hranici se Severní Koreou je Jižní Korea obzvláště citlivá na jakékoli dění související s maličkým souostrovím Tokdo, které se nachází na strategickém místě asi na půli cesty mezi Koreou a Japonskem. Na ostrovy si dělají nárok obě země: Korea jej klasifikuje jako součást souostroví Ullung, ležícího v provincii Severní Kjŏngsang; v Japonsku je pod názvem Takešima zařazen jako část města Okinošima, distrikt Oki, prefektura Šimane. Důvodem tohoto konfliktu je určitá nejednoznačnost japonských poválečných smluv.

## Administrativní dělení
Jižní Korea se skládá z jednoho speciálního města, jednoho speciálního autonomního města, šesti metropolitních měst, sedmi provincií a dvou speciálních autonomních provincií.
- Speciální město
  - Soul (서울특별시; 서울特別市; Soul tchukpjolši)
- Speciální autonomní město
  - Sedžong (세종특별자치시; 世宗特別自治市; Sedžong tchukpjolčačchiši)
- Metropolitní města
  - Inčchon (인천광역시; 仁川廣域市; Inčchon kwangjokši)
  - Tegu (대구광역시; 大邱廣域市; Tegu kwangjokši)
  - Ulsan (울산광역시; 蔚山廣域市; Ulsan kwangjokši)
  - Pusan (부산광역시; 釜山廣域市; Pusan kwangjokši)
  - Kwangdžu (광주광역시; 光州廣域市; Kwangdžu kwangjokši)
  - Tedžon (대전광역시; 大田廣域市; Tedžon kwangjokši)
- Provincie
  - Kjonggi (경기도, 京畿道)
  - Severní Kjongsang (경상북도, 慶尙北道)
  - Jižní Kjongsang (경상남도, 慶尙南道)
  - Jižní Čolla (전라남도, 全羅南道)
  - Severní Čolla (전라북도, 全羅北道)
  - Jižní Čchungčchong (충청남도, 忠淸南道)
  - Severní Čchungčchong (충청북도, 忠淸北道)
- Speciální autonomní provincie
  - Čedžu (제주특별자치도, 濟州特別自治道)
  - Kangwon (강원특별지치도, 江原特別自治道)

## Ekonomika

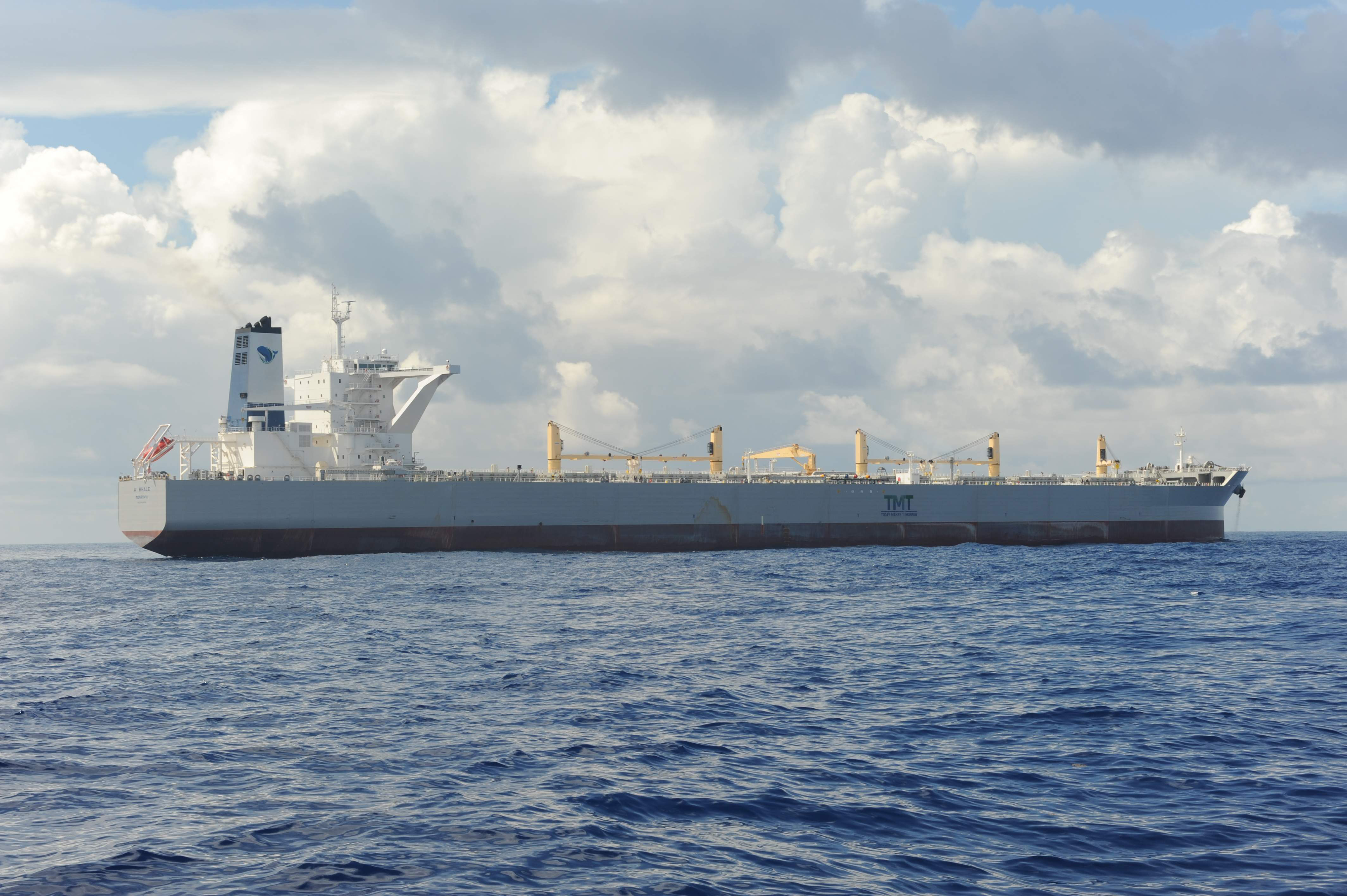
Od 60. let zažívá v Jižní Koreji boom stavba lodí

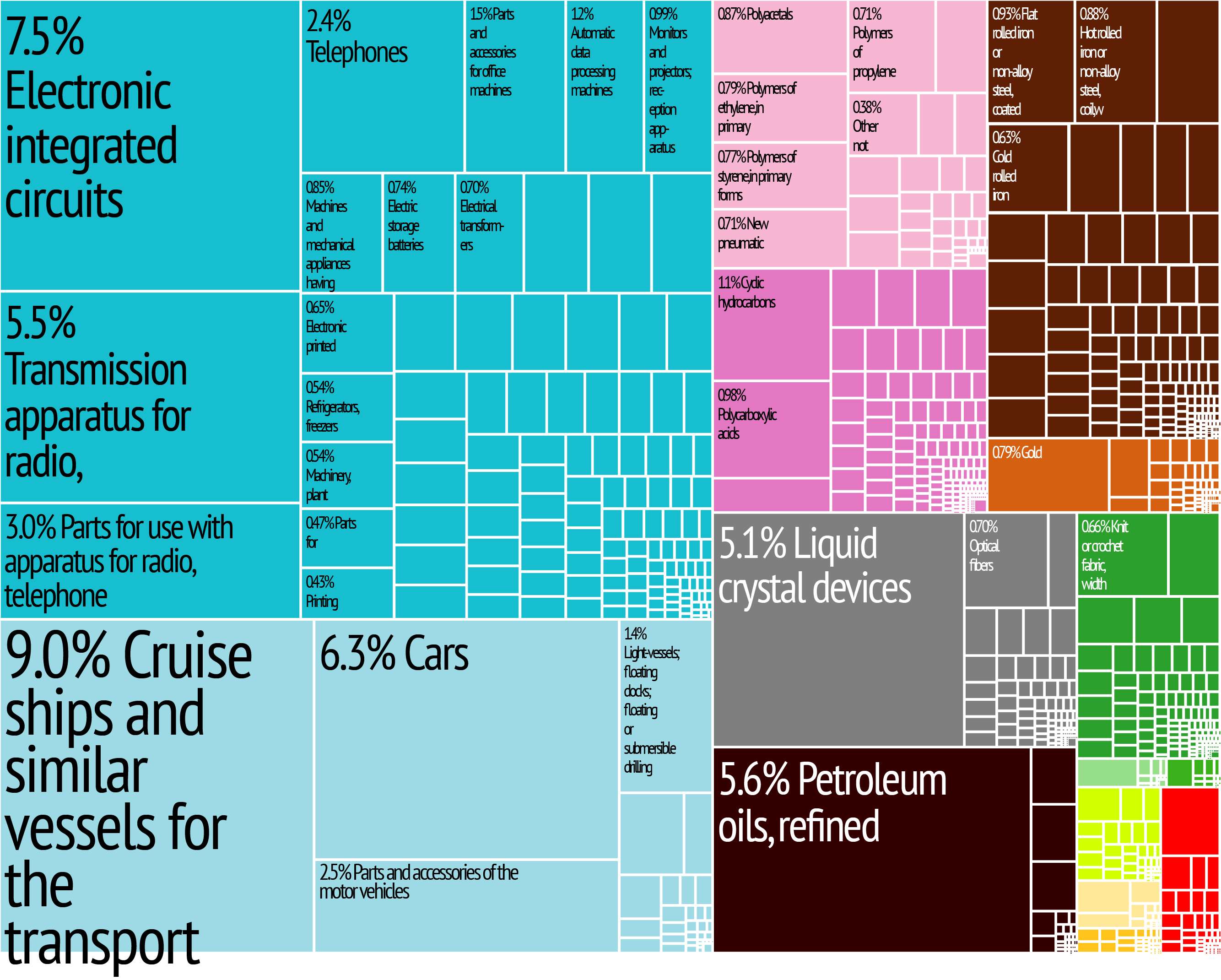
Jihokorejský vývoz

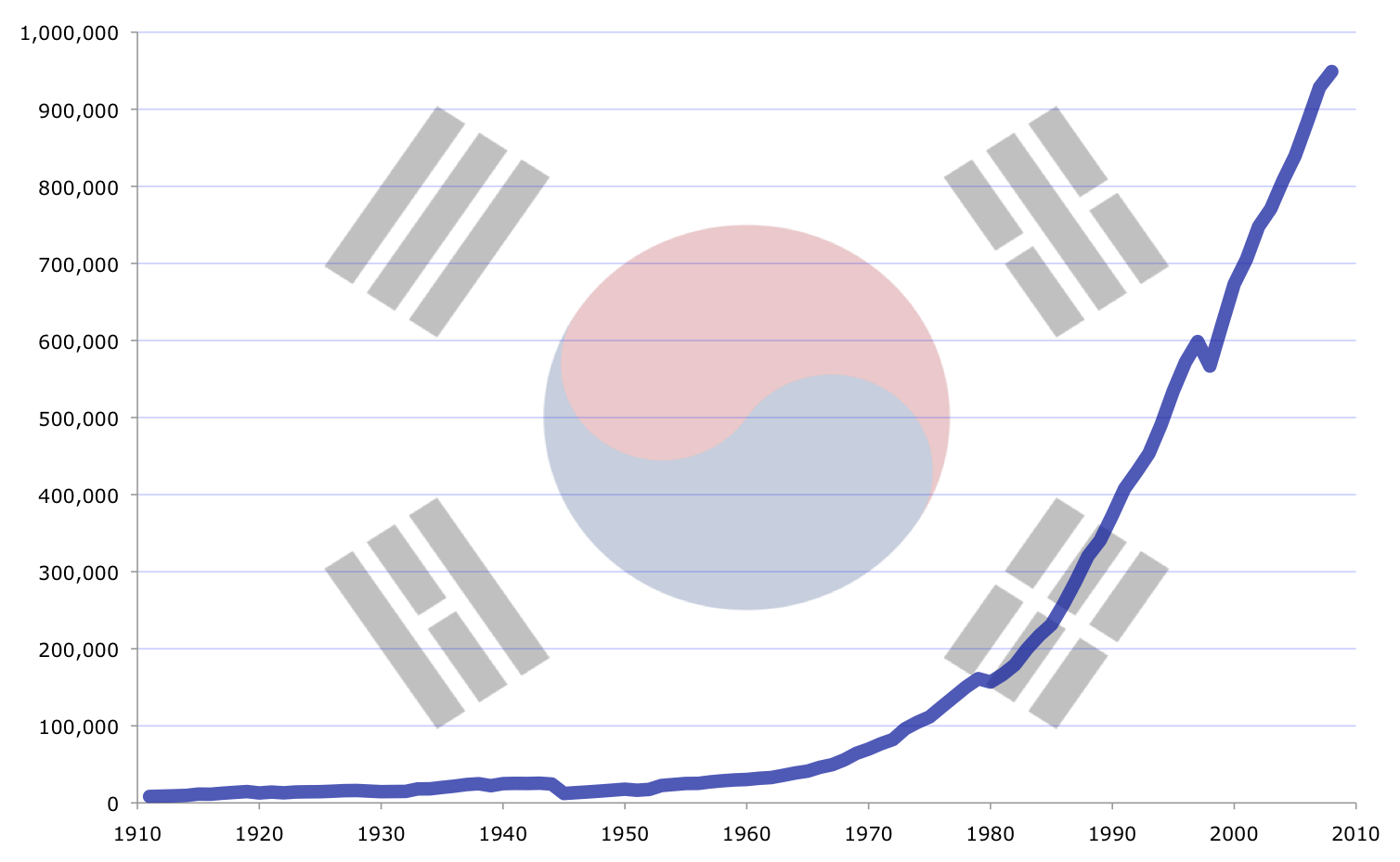
Vývoj jihokorejského HDP

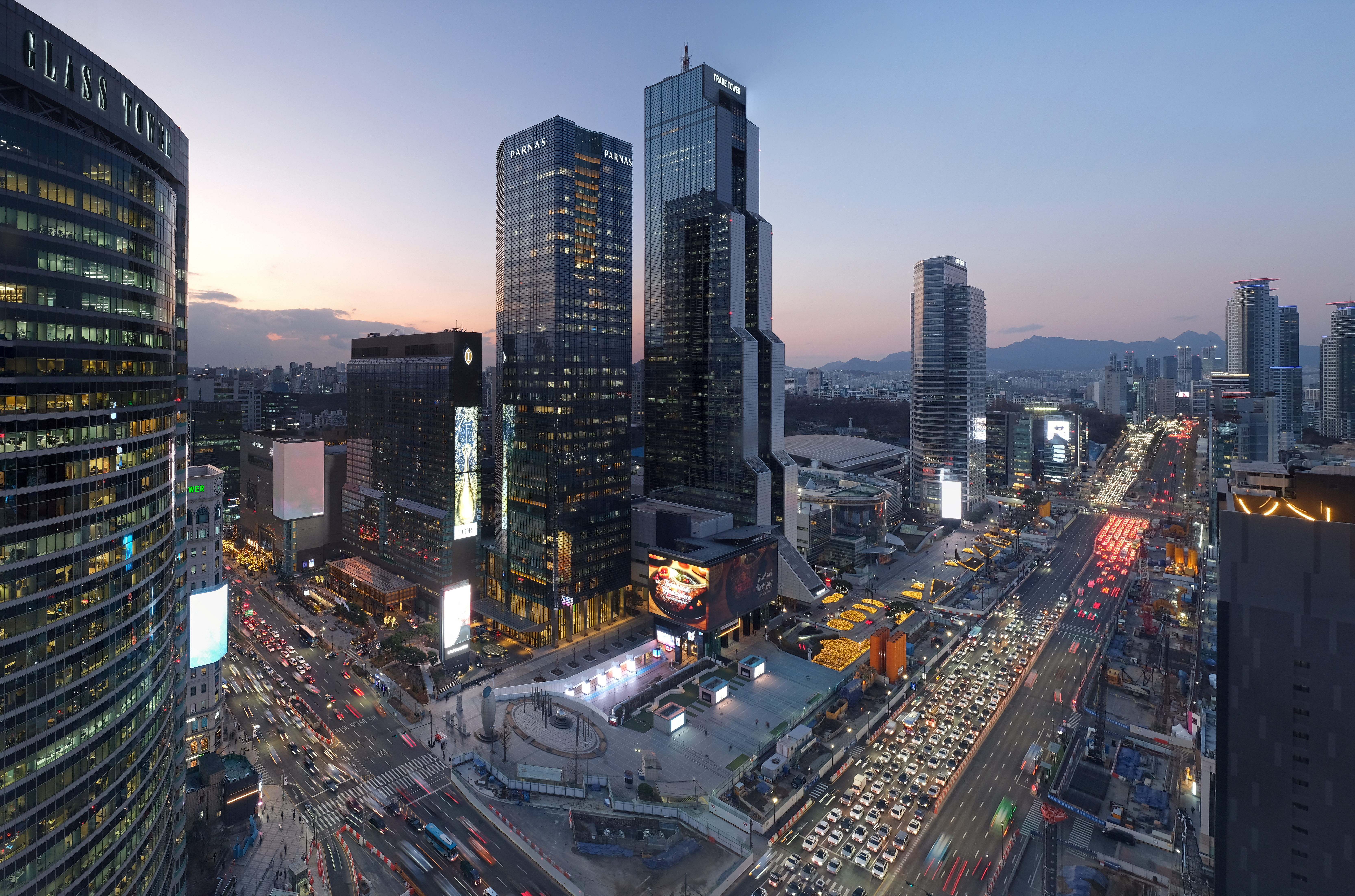
Obchodní čtvrť Gangnam v Soulu

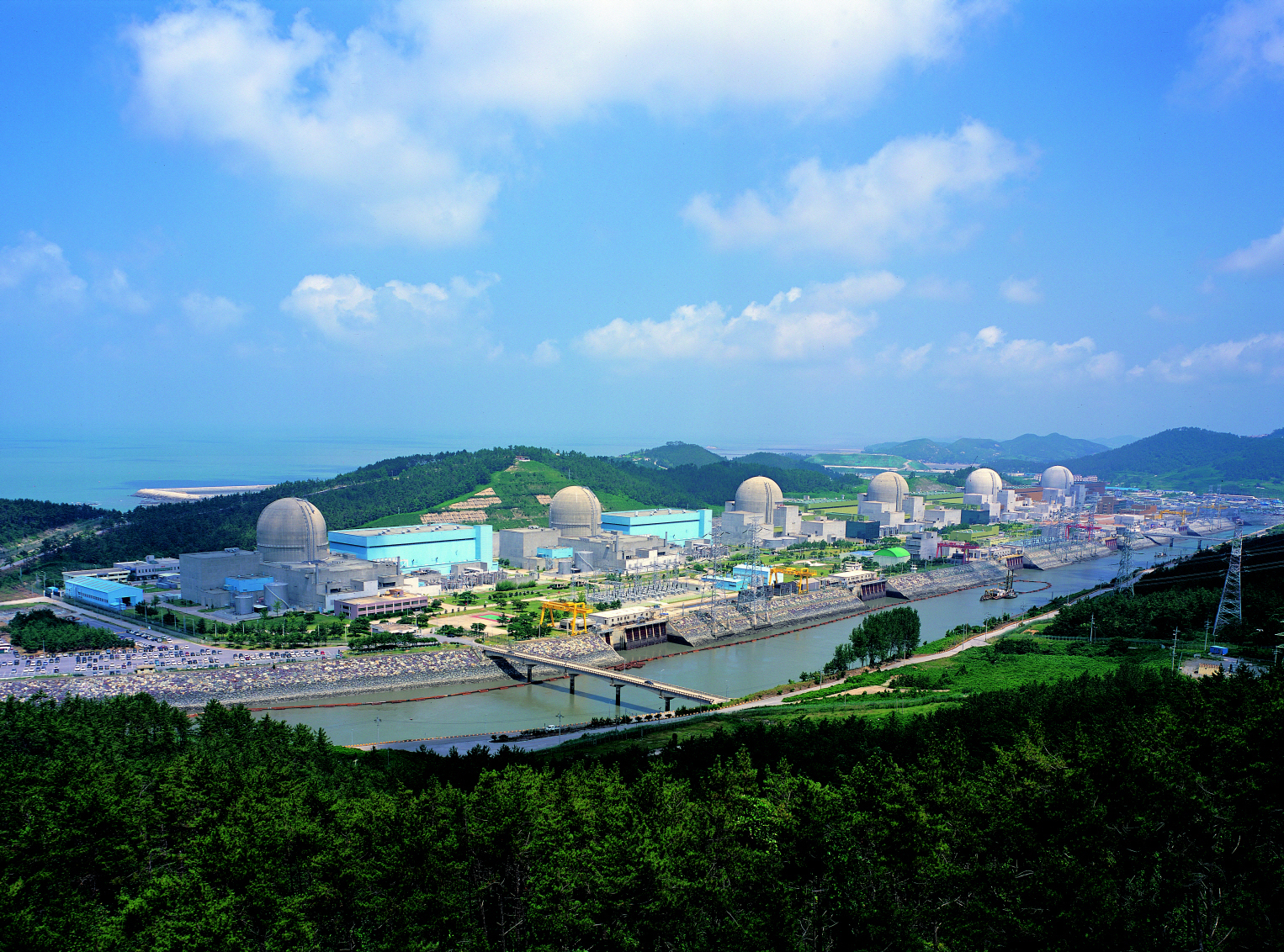
Jaderná elektrárna Hanbit

Po konci korejské války patřila Jižní Korea deset let k nejchudším státům světa. HDP na hlavu v roce 1960 činil 79 amerických dolarů, což bylo méně než ve většině jihoamerických a některých afrických zemích. V roce 1963 se chopil moci diktátor Pak Čong-hui. Provedl zásadní reformy a rozhodl se vybudovat silně exportní ekonomiku. Právě jemu je připisována proměna Jižní Koreje v asijského tygra. Infrastrukturu financoval především z japonských investic, s čímž byla spojena normalizace korejsko-japonských vztahů, která vyvrcholila smlouvou o vzájemných vztazích z roku 1965.
Někdy se tomuto ekonomickému zázraku říká Zázrak na řece Han. Stál na úspěchu firem jako Hyundai (nejde však jen o automobily, spadají pod ni také největší loděnice na světě), Daewoo či Kia, nebo technologické společnosti Samsung a LG, schopné se prosadit na světových trzích: V roce 2014 byla Jižní Korea pátým největším exportérem světa. Nejvíce vývozu míří do Číny (24,8 % v roce 2017). Stejně tak na dovozu se nejvíce podílí ČLR. Jižní Korea musí dovážet především ropu.
Ekonomický růst byl poněkud zbrzděn asijskou ekonomickou krizí, jež vypukla roku 1997 (položila například tradiční značku Daewoo), ale přesto v roce 2010 HDP na hlavu dosáhl 30.000 USD, což se téměř rovná HDP zemí jako je Japonsko.
Typickým rysem korejské ekonomiky je, že firmy prostředky málo čerpají na finančních trzích, protože ty jsou náchylné k panikám při zhoršení vztahů se severem a hrozbě nové války. Ze stejného důvodu jihokorejské vlády udržují nízký státní dluh, aby při panice nezdražovaly státní dluhopisy (38,6 % HDP k roku 2017, tedy nižší než Česko a o hodně nižší než průměr EU). Naopak mají rezervní fond, který užívají při krizích. Proto také byla korejská ekonomika jen velmi málo zasažena globální krizí roku 2008 a jako jedna z mála ekonomik planety i na vrcholu této krize rostla, byť mírně (už v roce 2010 ovšem opět masivně – 6,2 procenta HDP).
Globální výkonnost největších firem v zemi má i svou odvrácenou stranu. Rodiny majitelů (vzhledem k výše uvedené nedůvěře k akciový model firem jde skutečně povětšinou o rodinné klany otců zakladatelů) získaly obrovský mimoekonomický vliv a provázanost s politiky je značná. Největšími podniky jsou tzv. čeboly. Jejich postavení mnozí označují za oligopolní a jejich vazba na politiky navíc už vedla k řadě korupčních skandálů. Problémem je, že stát měl na vzniku čebolů v 60. letech značný podíl, často tyto podniky zakládali „na příkaz“ bývalí vojáci.
Co však Koreji nepopiratelně vyšlo, byla sázka na informační technologie v 70. letech (tedy v době, kdy o výnosnosti a perspektivnosti tohoto odvětví nebylo zdaleka rozhodnuto). Jižní Korea je v současnosti největším světovým výrobcem paměťových čipů, obrazovek a displejů. Samsung je největší elektronickou firmou světa. Sektor informačních technologií se na HDP podílí 13 %, což je druhý nejvyšší podíl v zemích OECD, po Finsku. (Jižní Korea je členem OECD od roku 1996.)
Jižní Korea sází také na jadernou energii – je pátou největší jaderno-energetickou velmocí světa a druhou největší v Asii. Z jádra vyrábí 45 % elektrické energie. V posledních letech staví reaktory i v zahraničí, například v Argentině či Jordánsku. Jaderná elektrárna Kori, která se nachází na předměstí Pusanu, je největší plně funkční jadernou elektrárnou na světě – podle celkového počtu reaktorů i počtu aktuálně provozovaných reaktorů. Korea provozuje ještě čtyři elektrárny – wolsongskou, hanbitskou ad. Před ruskou invazí na Ukrajinu v roce 2022 Korea hovořila o postupném odklonu od jaderné energetiky ve prospěch plynu a obnovitelných zdrojů, avšak nově zvolená vláda tyto plány zrušila a má v plánu další její rozvoj.
Hospodářské ukazatele
- HDP – 1, 53 mil. USD (2017)
- Růst HDP – 3,1 % (2017)
- HDP na osobu – 29 743 USD (2017)
- Nezaměstnanost – 3,7 % (2017)
- Inflace – 1,91 % (2017)

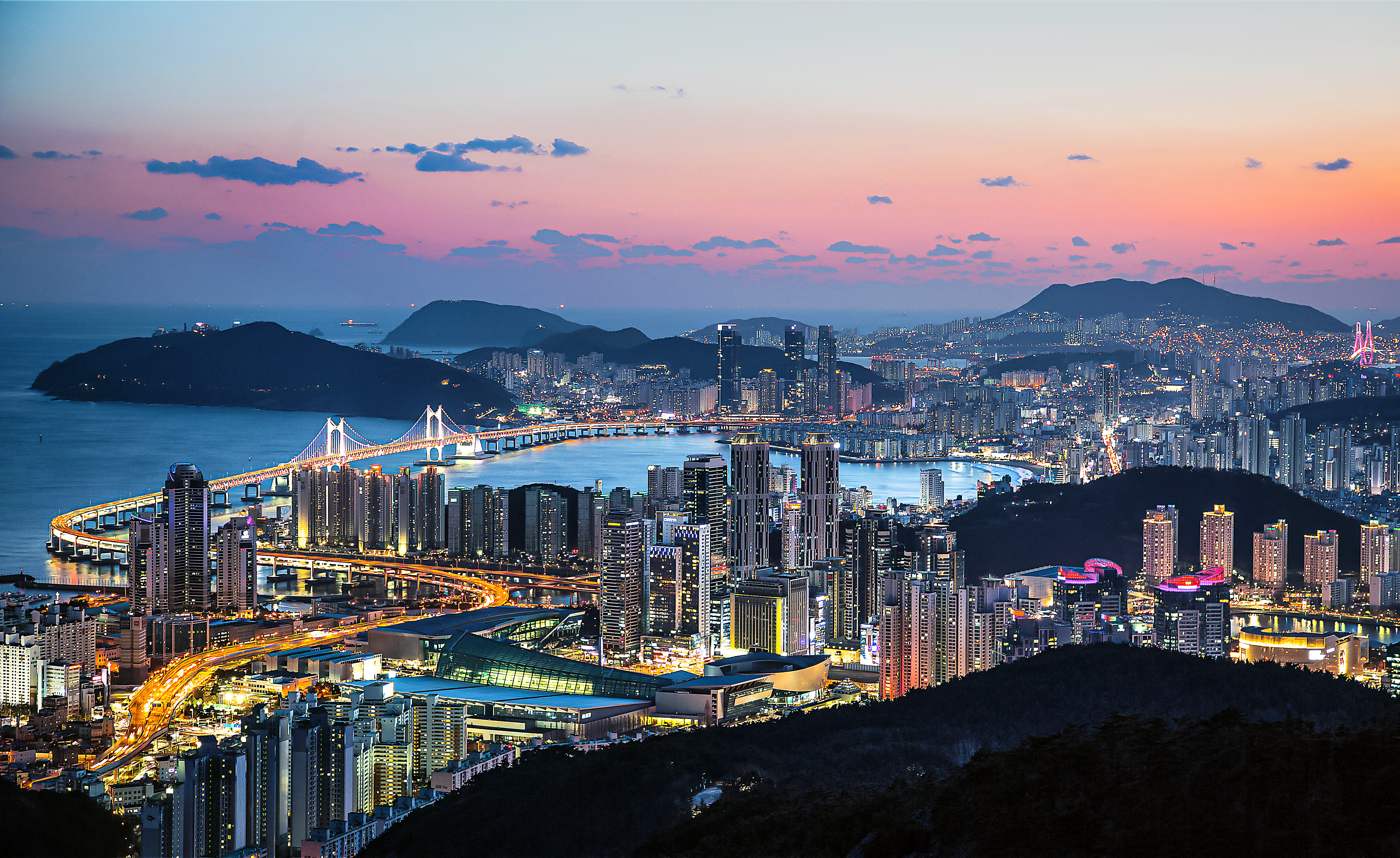
Přístavní město Pusan na jihu poloostrova

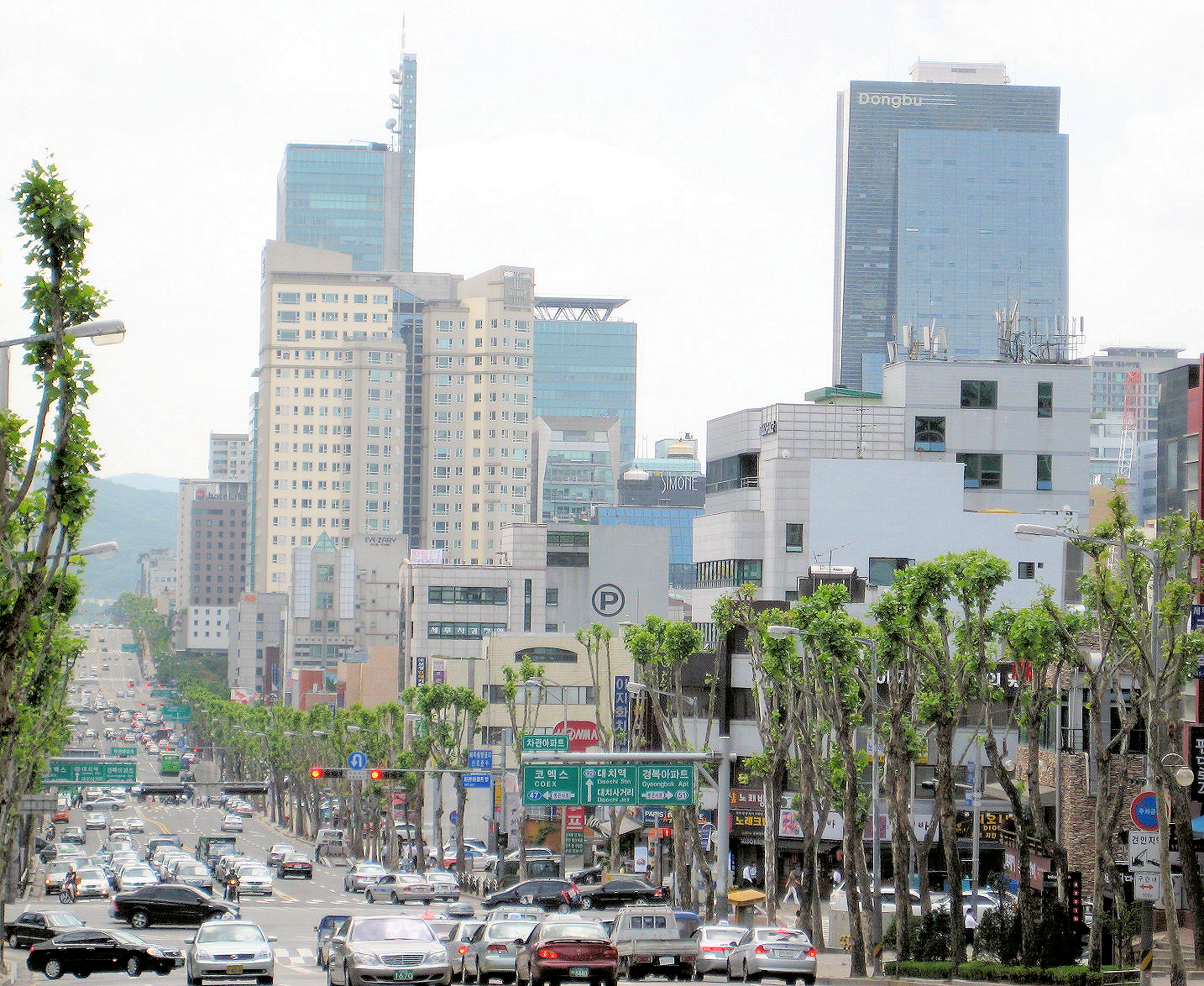
Hlavní město Soul

- Hodnota exportu – 573,7 mld. USD (2017)
- Hodnota importu – 478,4 mld. USD (2017)

### Průmysl
- strojírenský
  - automobilový (Hyundai, Kia, SsangYong, Daewoo)
- textilní (FILA)
- potravinářský (Jinro Distillers Co., Ltd)
- chemický
- elektrotechnika (Samsung, LG, iRiver, iAudio (Cowon))

### Nerostné bohatství
- wolfram
- železná ruda
- tuha
- zlato
- černé uhlí

### Doprava

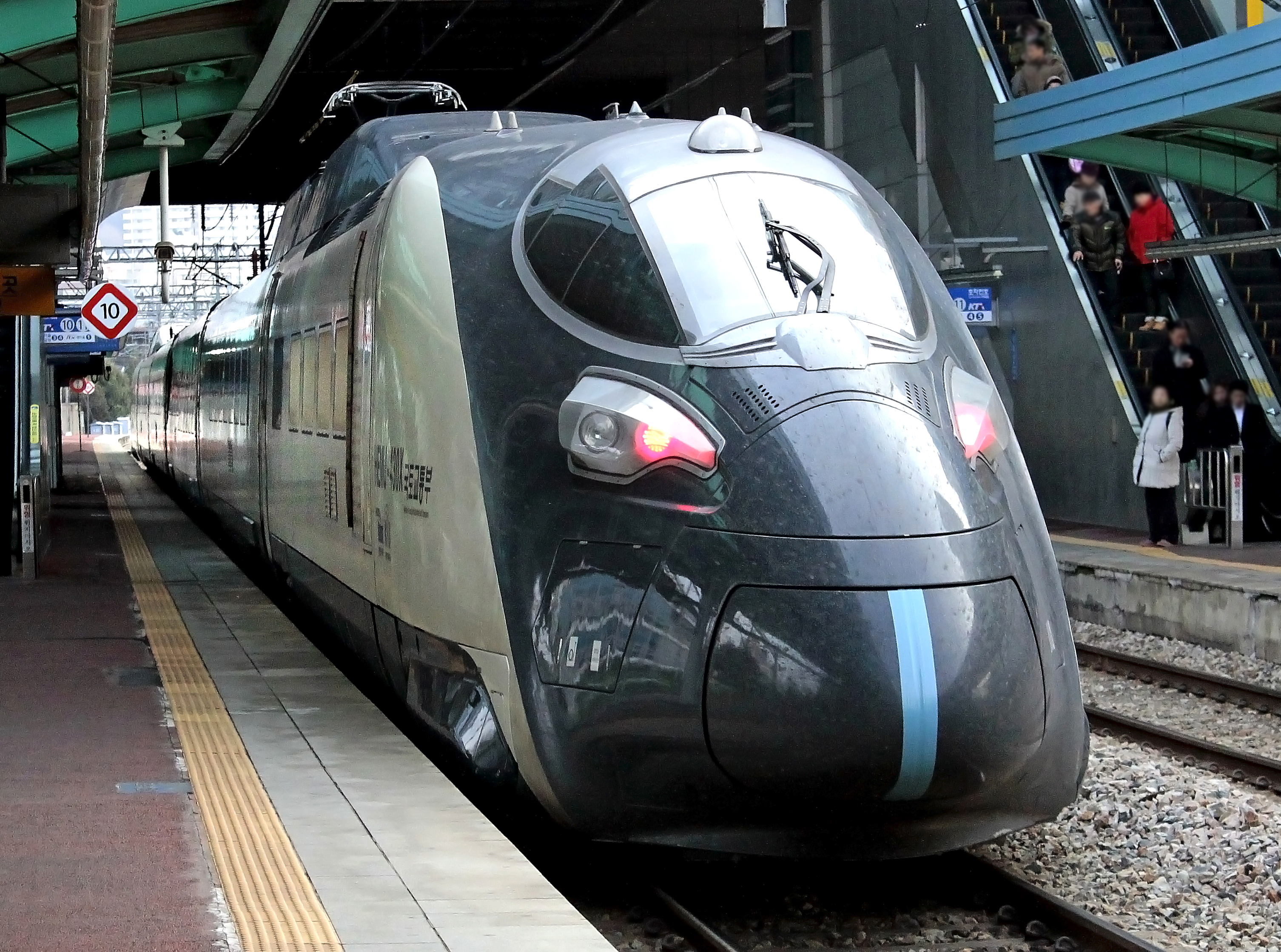
HEMU-430X

Jižní Korea má rozvinutou dopravní síť. Státní společnost Korea Expressway Corporation provozuje zpoplatněné dálnice. K roku 2017 měřil jihokorejský dálniční systém 4000 km. Specifikem jihokorejských dálnic je, že po nich nesmí jezdit motocykly.
Národní dopravce Korail poskytuje vlakové spoje do všech hlavních jihokorejských měst, včetně vysokorychlostního železničního systému KTX, který poskytuje dopravu mimo jiné na dvou linkách: Kjongdžu a Honam. Firma Hyundai vyvinula pro Koreu vysokorychlostní vlaky HEMU-430X, které dosahují rychlosti 430 kilometrů v hodině a Korea se tak stala po Francii, Japonsku a Číně čtvrtou zemí, která má vysokorychlostní železnici, kde vlaky překračují rychlost 400 km/h.
Hlavní branou do Jižní Koreje je Mezinárodní letiště Inčchon, které v roce 2016 obsluhovalo 58 milionů cestujících. Je to největší letiště v Jižní Koreji, otevřeno bylo v roce 2001. Leží na ostrově poblíž třetího největšího jihokorejského města Inčchonu, ale fakticky slouží zejména jako hlavní letiště aglomerace Soulu (nachází se 48 km západně od Soulu) a jako přestupní uzlové letiště. Dle statistik z roku 2019 je Inčchon páté nejrušnější letiště v nákladní dopravě a čtrnácté nejrušnější letiště v dopravě osobní (71 milionů cestujících). Největšími aerolinkami jsou Korean Air, které odbavily v roce 2016 více než 26 800 000 cestujících, z toho téměř 19 000 000 v zahraničí. Druhý největší letecký dopravce, Asiana Airlines, zajišťuje také vnitrostátní i mezinárodní dopravu.

### Chudoba
Chudobou je v Jižní Koreji podle oficiálního odhadu postiženo asi 15 % obyvatel. Zpráva OECD pro rok 2012 poznamenala, že „zlepšení sociální soudržnosti snižováním nerovnosti a relativní chudoby“, je jedním z klíčových problémů, kterým čelí Jižní Korea. Chudoba v Jižní Koreji ovlivňuje především starší, téměř polovina starších žije v relativní chudobě, což je nejvyšší podíl mezi zeměmi OECD. Některé jihokorejské důchodkyně si musí přivydělávat prostitucí.

## Obyvatelstvo
Počet obyvatel Jižní Koreje se v roce 2024 odhaduje na zhruba 52,1 milionu. Počet obyvatel se více než zdvojnásobil z 21,5 milionu v roce 1955 na 50 milionů v roce 2010, nicméně se očekávalo, že v roce 2024 dosáhne nejvyššího počtu 52 milionů a v roce 2072 klesne na 36 milionů, a to v důsledku rychlého poklesu porodnosti, který začal v roce 1960. V roce 2024 se porodnost v Jižní Koreji stala šestou nejnižší na světě, s roční mírou přibližně 7 narozených dětí na 1 000 obyvatel. V roce 2020 země zaznamenala více úmrtí než narození, což vedlo k prvnímu poklesu populace od počátku moderních záznamů.
Velká většina Jihokorejců žije v městských oblastech (82 % v roce 2024)po rychlé migraci z venkova během rychlé ekonomické expanze země v 70. až 90. letech 20. století. Přibližně polovina obyvatel (24,5 milionu) je soustředěna v metropolitní oblasti Soulu, která je druhou největší metropolitní oblastí na světě; mezi další velká města patří Pusan (3,5 milionu), Inčchon (3,0 milionu), Tegu (2,5 milionu), Tedžon (1,4 milionu), Kwangdžu (1,4 milionu) a Ulsan (1,1 milionu). Hustota zalidnění se v roce 2022 odhadovala na 514,6 obyvatel na kilometr čtvereční, což je více než desetinásobek světového průměru.

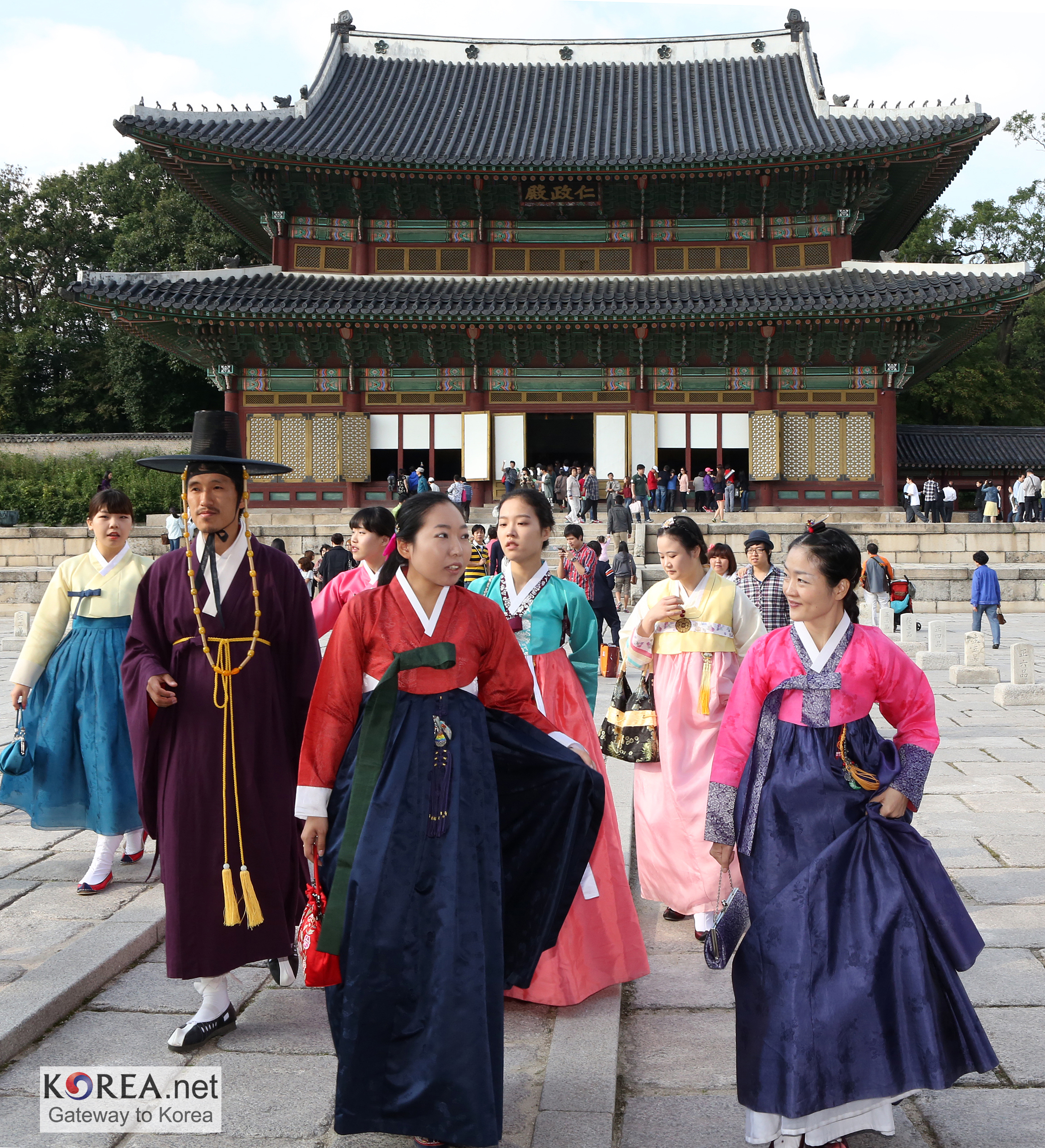
Korejci v korejském kroji

Počet obyvatel se utvářel vlivem mezinárodní migrace. Po druhé světové válce a rozdělení Korejského poloostrova překročilo hranice do Jižní Koreje přibližně čtyři miliony lidí ze Severní Koreje. Tento trend čistého příchodu se během následujících 40 let obrátil v důsledku emigrace; velké množství etnických Korejců žije v zámoří, někdy v etnických čtvrtích známých jako Koreatowns. Čtyři největší diaspory žijí v Číně (2,3 milionu), Spojených státech amerických (1,8 milionu), Japonsku (850 000) a Kanadě (250 000).
Jižní Korea patří k etnicky nejhomogennějším společnostem na světě, neboť etničtí Korejci tvoří přibližně 96 % celkové populace. Přesné počty je obtížné odhadnout, protože oficiální statistiky nezaznamenávají etnickou příslušnost a mnoho přistěhovalců je etničtí Korejci, zatímco rostoucí počet jihokorejských občanů jimi není. Podíl cizinců od konce 90. let 20. století rychle roste, přičemž Jižní Korea má jednu z nejrychleji rostoucích populací narozených v zahraničí: V listopadu 2023 bylo v zemi 2,46 milionu cizinců, což představovalo téměř 5 % celkové populace, zatímco v roce 2016 to bylo 1,4 milionu cizinců (zhruba 2,75 % populace), přičemž velkou měrou se na tomto růstu podíleli zahraniční pracovníci a zahraniční studenti.
Od roku 2010 získává jihokorejské občanství každoročně přibližně 30 000 obyvatel narozených v zahraničí; v roce 2023 činil počet cizinců, kteří získali korejské občanství, 234 506, což představuje nárůst o 4,8 % oproti předchozímu roku. Počet dětí zahraničních rezidentů narozených v Jižní Koreji se zvýšil o 7 809, tj. o 2,8 %, na 289 886.
Mnoho cizinců jsou etničtí Korejci: migranti z Číny (ČLR) jsou proporčně i početně největší skupinou narozených v zahraničí, tvoří 56,5 % cizinců, ale přibližně 70 % těchto čínských občanů jsou Čosonjokové (조선족), občané ČLR korejské národnosti. Kromě toho v Koreji dočasně pobývá přibližně 43 000 učitelů angličtiny z anglicky mluvících zemí.
V souladu se socioekonomickým rozvojem zaznamenala Jižní Korea dramatický nárůst střední délky života, a to ze 79,10 let v roce 2008 (což bylo 34. místo na světě) na 83,53 let v roce 2024 - pátou nejvyšší hodnotu ze všech zemí a teritorií.

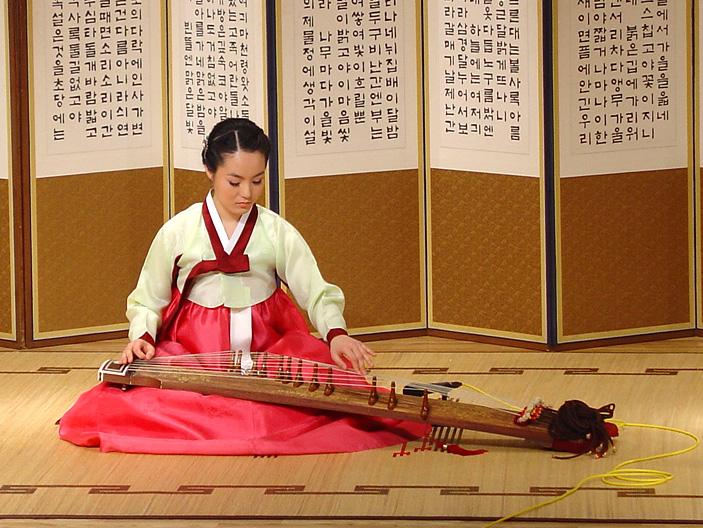
Korejka hrající na dvanáctistrunný sanjo kajagum

### Náboženství

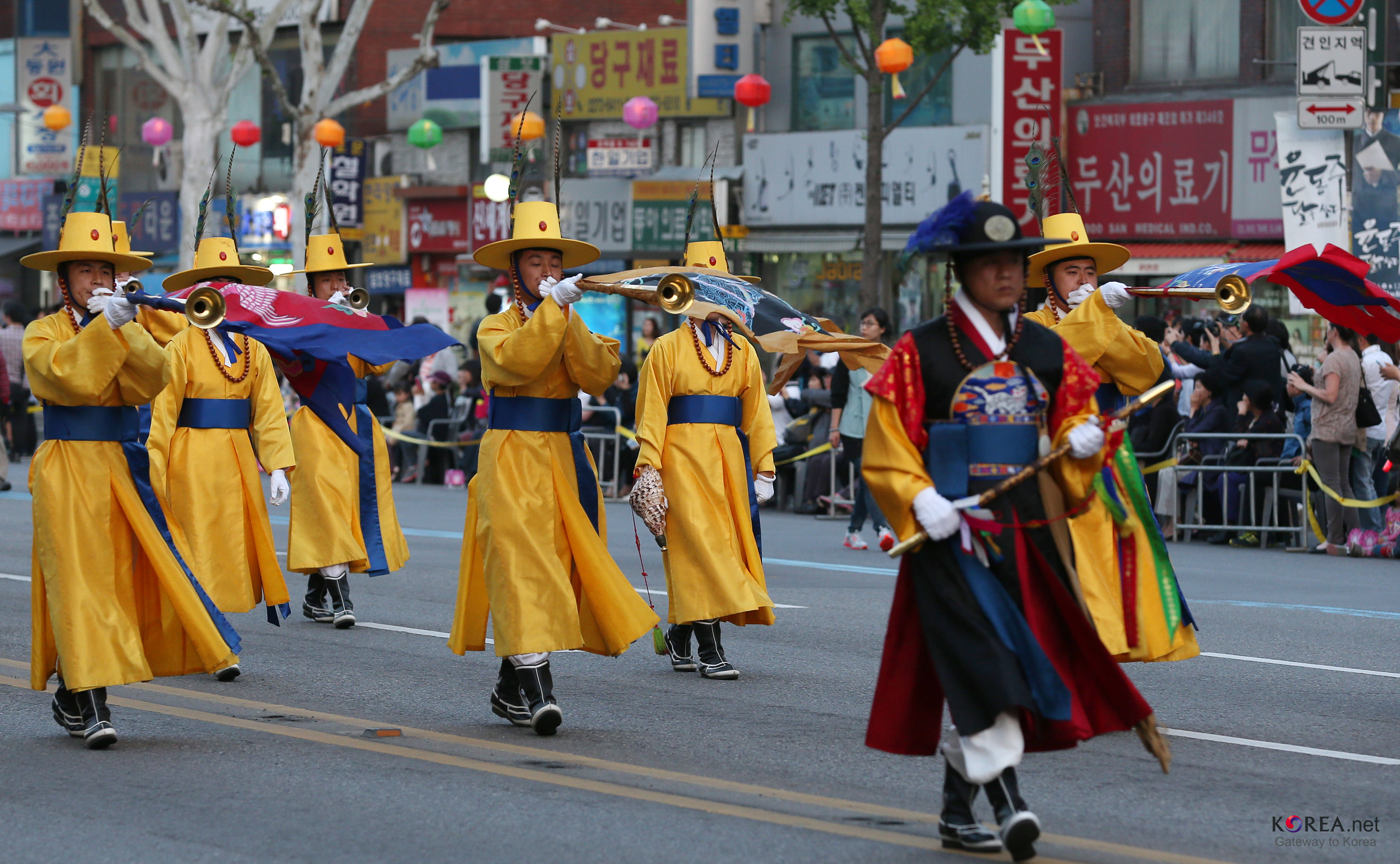
Buddhistický lampionový festival

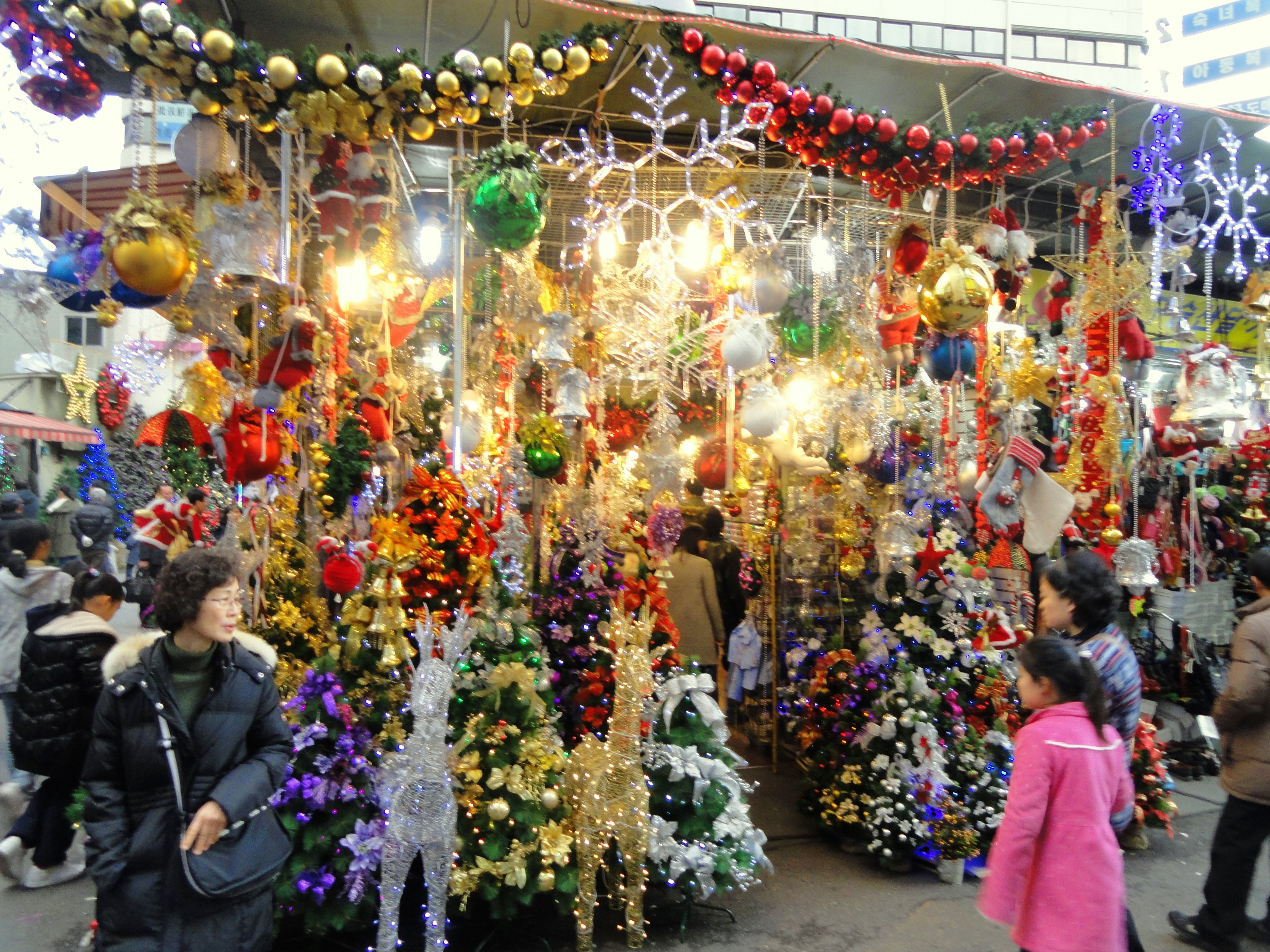
Vánoční výzdoba v Soulu

Náboženská situace v Jižní Koreji je složitá a rychle se vyvíjí. Tradiční asijská náboženství si dosud uchovala určitý vliv, který ale zřetelně upadá na úkor křesťanství a různých forem ateismu.
Nejvíce lidí v Jižní Koreji se označuje – dle sčítání lidu z roku 2015 – za ateisty nebo bez vyznání: 56,1 %. Nejvíce zastoupeným náboženstvím je křesťanství, k němuž se hlásí 27,6 % obyvatel (19,7 % je protestantů, 7,9 % katolíků) a poté následuje tradiční buddhismus s 15,5 %. Ten zaznamenal v posledních desetiletích největší ústup, ještě ve sčítání z roku 2005 se k němu hlásilo 22,8 % obyvatel. Podíl příslušníků všech ostatních náboženství už nepřesahuje 0,8 %.
Největší křesťanskou denominací je presbyterianismus. Křesťanství začalo pronikat na poloostrov v 18. století, podporováno v tom vládnoucí dynastií, která v něm viděla modernizační, ale také protičínský i protijaponský prvek. Často diskutovaná podobnost s původní lidovou vírou, volně řečeno šamanistickou, přispěla k tomu, že se zde křesťanství, jako v jediné zemi ve východní Asii, silně uchytilo. Japonská kolonizace první poloviny 20. století posílila vztah křesťanství a korejského nacionalismu. Japonci se pokusili prohlásit určité prvky starších korejských náboženských systémů za totožné se šintoismem a tento šintoismus vnucovali jako státní náboženství. Křesťanství se stalo opozičním, nacionálním gestem. Po vzniku republiky v roce 1948 bylo dokonce oficiálně podporováno, ačkoli dle ústavy Korea státní náboženství nemá a mít nesmí.
Složitou otázkou pro řadu religionistů je, proč roli, kterou v opozici vůči japonskému šintoismu sehrálo křesťanství, nesehrál buddhismus. Ten byl skutečně státním náboženstvím starých korejských států, ale od 14. století ho panovníci systematicky potlačovali, ve jménu preferovaného konfucianismu. V tomto potlačování pokračovali z jiných důvodů později i Japonci. Sám konfucianismus se vytratil po zhoršení vztahů s Čínou. Proč buddhismus v moderní korejské společnosti setrvale ustupuje je předmětem diskusí. Často se uvádí, že Korejci buddhismus vnímají jako „náboženství pro mnichy“, kdežto křesťanství jako náboženství pro běžný život. Buddhismus má v Koreji skutečně především mnišskou tradici, nejvíce buddhistů přináleží k řádu Čogje, který je značně přísný a vyžaduje celibát. Buddhisté nicméně svůj ústup ze scény nesou s nelibostí a napětí mezi buddhisty a křesťany, kteří jsou podle buddhistů státem preferováni, ve 21. století stoupá. Vyvrcholilo za vlády premiéra I Mjong-baka, který byl označován za ortodoxního presbyteriána.
Velmi oblíbené jsou v Koreji také křesťanské Vánoce, a to i u ateistů. Jako v jediné východoasijské zemi jsou Vánoce také státním svátkem. Strojí se stromeček a oblíbeným se stala i postava Santy Klause, kterou Korejci nazývají Santa Harabujee.
Korejec žijící ve Spojených státech amerických Son-mjong Mun zde založil synkretistické nové náboženské hnutí Církev sjednocení (munisté), které proslulo svými hromadnými svatbami, a to lidí, které vůdce Mun k sobě spároval na základě fotografií. V samotné Koreji však toto náboženské hnutí nezaznamenalo ohlas.

### Zdraví
Vynikajících výsledků dosahuje Jižní Korea v mezinárodních srovnáních kvality zdravotního systému. Podle Health Care Index, který sestavuje magazín Ceoworld, má druhé nejkvalitnější zdravotnictví na světě (k roku 2019), a to za Tchaj-wanem a před Japonskem. Podle zdrojů OECD má Jižní Korea druhý nejvyšší počet nemocničních lůžek (na hlavu) na světě a čtvrtý nejvyšší počet magnetických rezonancí. Podle Světové zdravotnické organizace má devátou nejvyšší průměrnou délku života na světě (82,8 roku), v Asii nejvyšší po Japonsku a Singapuru. Navzdory kulturnímu vlivu Spojených států vsadila Korea na evropský model univerzálního zdravotního pojištění.
Určitou zvláštností jihokorejské kultury je ovšem nápadně nízká míra pociťovaného štěstí obyvatel, která výrazně koliduje s ostatními ukazateli kvality života. V žebříčku indexu štěstí (World Happiness Report), který sestavuje OSN, se v roce 2020 Jižní Korea umístila až na 61. místě. S tím patrně souvisí i vysoká míra sebevražednosti. Podle OECD má Korea nejvyšší sebevražednost na světě. O dost vyšší než Japonsko, které je s tímto problémem často dáváno do souvislosti, a kde je sebevražda historicky součástí kulturních zvyků. Obvyklým vysvětlením je, že jihokorejská společnost je silně kompetitivní a od útlého věku požaduje od svých členů výsledky a výkony. S tím souvisí i vysoká sebevražednost dospívajících. Zároveň je i zvýšená míra sebevražd mezi staršími lidmi. To je způsobeno tím, že v minulosti bylo u mladých lidí zvykem starat se o své stárnoucí rodiče, na přelomu 20. a 21. století však tento zvyk postupně vymizel a mnoho starých lidí tak raději spáchá sebevraždu, než aby se cítili jako finanční přítěž pro svou rodinu. Nejčastější metodou sebevraždy je otrava oxidem uhelnatým, druhou pak skok z mostu.

### Vzdělávání, věda

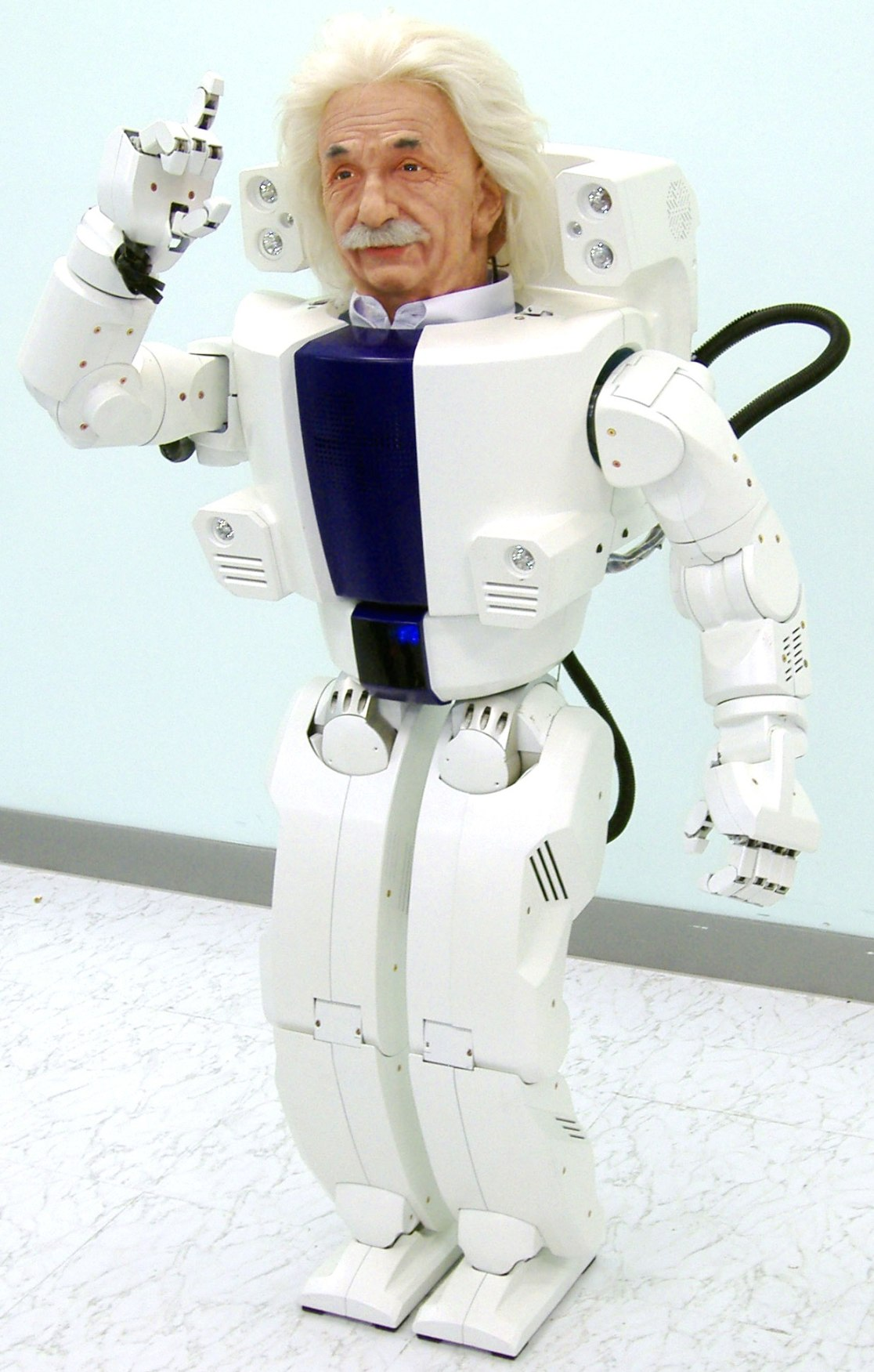
Robot HUBO

Vědkyně I So-jon se stala prvním korejským kosmonautem, zúčastnila se roku 2008 ruské mise k Mezinárodní vesmírné stanici.
Velmi rozvinuté jsou v Koreji informační technologie. Jižní Korea má nejrychlejší internet v domácnostech na světě. Podle agentury Bloomberg patří Korea k nejvíce inovativním zemím na světě. V žebříčku technologické inovativnosti, který Bloomberg každoročně sestavuje, byla Korea v roce 2018 první na světě, v roce 2020 druhá. V letech 2001–2005 vyvinul korejský institut KAIST několik humanoidních robotů, poslední z nich napodobuje podobu a grimasy Alberta Einsteina (nese označení HUBO). Biogenetici ze Soulské univerzity jako první na světě naklonovali psa a vlka.
Korejská vláda posílá každý rok na podporu vědy a výzkumu 12 miliard dolarů. Jakýmsi centrem korejské vědy je město Tedžon. V roce 1973 se zde začalo stavět „vědecké městečko“. V něm dnes pracuje více než 18 000 vědců. Sídlí zde přes 230 výzkumných institucí, a to jak státních (např. výše zmíněný prestižní KAIST), tak soukromých, tedy výzkumných divizí největších firem (zejm. Samsung a LG). V tomto epicentru inovací bylo přihlášeno již 30 000 patentů. Byla zde vyvinuta technologie CDMA i zmapován kompletní genom šimpanze.
Tři nejlepší univerzity v zemi, často společně označované zkratkou „SKY“, jsou Soulská státní univerzita, Korejská univerzita a Univerzita Jonse. Univerzita Sŏnggjungwan je počítána za nejstarší v Koreji i v jihovýchodní Asii, neboť její dějiny začínají již roku 1398. V současnosti je výzkumnou univerzitou.
Země je dobře známá svým důrazem na vzdělání. Ten přináší vynikající výsledky, Jižní Korea dosahuje jedny z nejvyšších úrovní čtenářské gramotnosti a matematických schopností studentů. V roce 2014 se v testu schopnosti řešit problémy umístili korejští studenti na druhém místě za Singapurci. Korea má také jednu z nejvíce kvalifikovaných pracovních sil mezi zeměmi OECD. 80 % absolventů středních škol pokračuje na univerzitě, bakalářský titul má 68 procent Jihokorejců ve věku 25–34 let, což je nejvíce v OECD.
Vzdělání je pro jihokorejské rodiny prioritou, zisk vysokoškolského titulu je zdrojem vysokého společenského statusu (jež mj. zaručuje úspěch při hledání partnera) a motorem sociální mobility. Je považován za vstupní bránu do jihokorejské střední třídy. Život jihokorejského dítěte se tudíž točí kolem vzdělání, tlak na úspěch ve škole je vyvíjen od raného věku, což vede k syndromu „nešťastného dětství“ a také mj. epidemii krátkozrakosti.
Ani adolescenti se proti tomuto tlaku nevzpírají. Touha jihokorejských studentů dostat se na prestižní univerzitu byla změřena jako jedna z nejvyšších na světě. Ti, kdo vysokoškolské vzdělání vůbec nezískají, jsou stigmatizováni a čelí předsudkům. Tlak na mladé je enormní zejména v období přijímacích zkoušek na VŠ. Vysoce kompetitivní školský systém a hysterie kolem přijímacích zkoušek, jež určí dráhu jedince prakticky na celý život, jsou často označovány za příčinu vysoké míry sebevražd v zemi, zejména u osob ve věku 10–19 let. Systém byl rovněž kritizován za to, že produkuje příliš vysokoškolských absolventů, kteří nakonec musejí vzít stejně práci, k níž jsou překvalifikováni. Do některých oborů, kde je společenská stigmatizace největší, odmítají nastoupit vůbec, což vede k relativnímu nedostatku pracovních sil. Korejská kultura přitom není nakloněna k přijetí migrantů, kteří by tyto profese mohli zastat.
V posledních letech se Jižní Korea stává uznávanou také z hlediska vědy o životě v minulých geologických dobách, tedy paleontologie. Svědčí o tom například i početné objevy populárních druhohorních plazů, zejména pak dinosaurů.

#### Skauting
V Jižní Koreji je velmi populární skauting. Korejské skautské sdružení je národní skautské sdružení, které má přes 200 000 aktivních členů a spadá pod celosvětovou skautskou organizaci WOSM. V roce 2023 se v Jižní Koreji konalo 25. světové skautské Jamboree, kde mimo jiné vystoupil i Jihokorejský prezident Jun Sok-jol – bývalý skaut.

## Kultura

### Umění

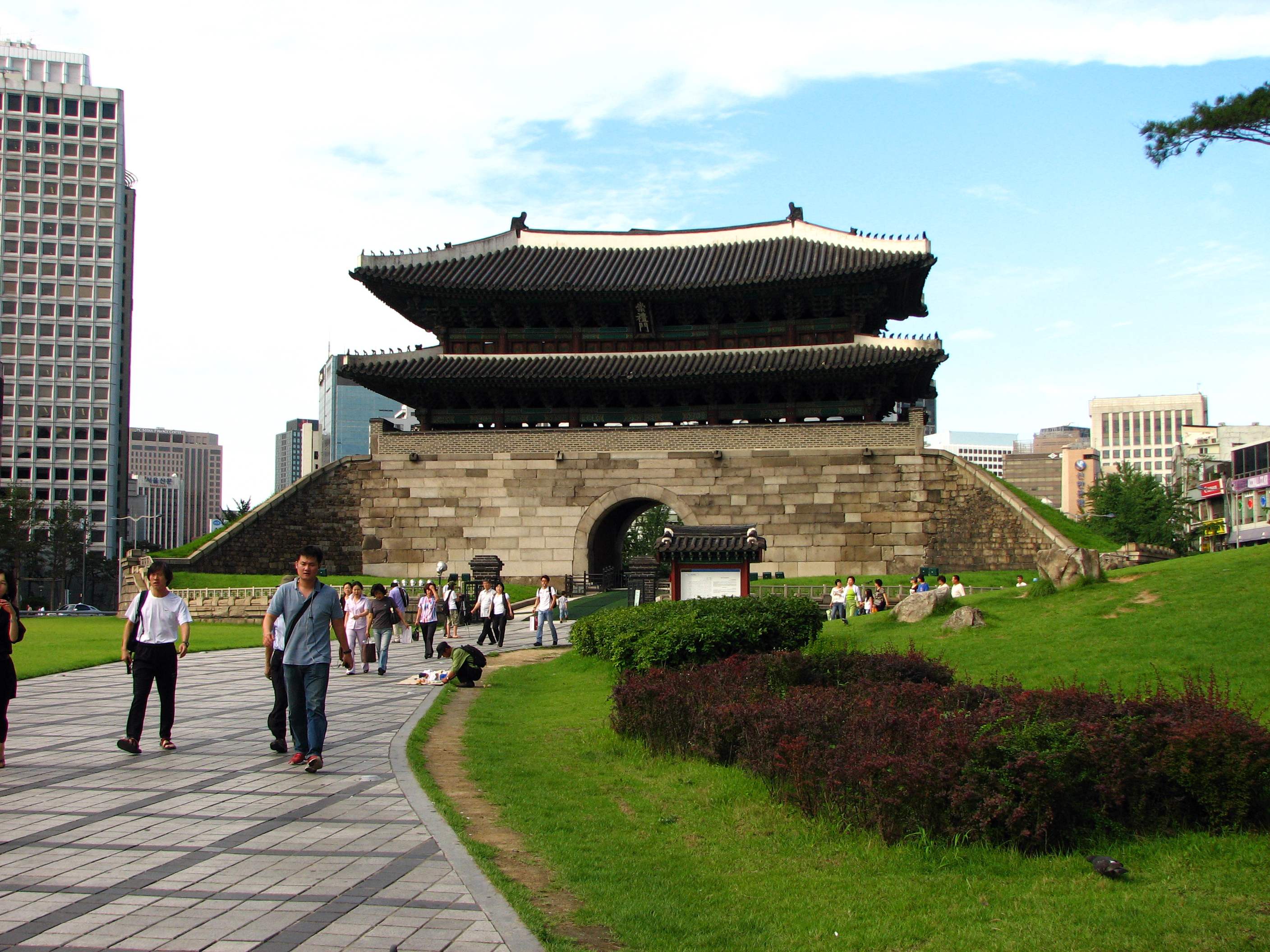
Brána Namdemun v Soulu

Ze středověkých konfuciánských učenců, filozofů a spisovatelů jsou nejvýznamnější Yi I, Jeong Dojeon, Čong Mong-džu a Yi Hwang. Výraznou roli v emancipaci žen a prozápadní orientaci jihokorejské kultury sehrála ve 20. století básnířka a malířka Na Hje-sok. Korejka Han Kang získala roku 2016 americkou Man Bookerovu cenu za román Vegetariánka.
Ve Spojených státech se prosadil výtvarný umělec Nam June Paik, jedna z hlavních osobností hnutí Fluxus a průkopník videoartu. Ve starém korejském malířství a kaligrafii měla významné postavení Sin Saimdang, která se krom toho stala v korejské kultuře symbolem ideální matky.
Na seznam světového kulturního dědictví UNESCO byla zapsána řada architektonických památek: královský palác Čchangdokkung v Soulu, svatyně Čongmjo, pevnost Hwasong, pevnost Namhansanseong, královské hrobky dynastie Čoson, historické vesnice Hahë a Jangdong, chrám Haeinsa, chrám Pulguksa či historická oblast Kjongdžu. Z ostatních památek lze zmínit historickou bránu Namdemun v Soulu či další čtyři královské paláce tamtéž, např. Kjonbokun. K zajímavým moderním stavbám patří například Lotte World Tower, Hyundai I-Park Tower, Jongno Tower, nová budova soulské radnice, nebo Dongdaemun Design Plaza z pera Zahy Hadidové.

### Hudba
Mezinárodního věhlasu došel klavírista a skladatel Yiruma.

#### K-pop

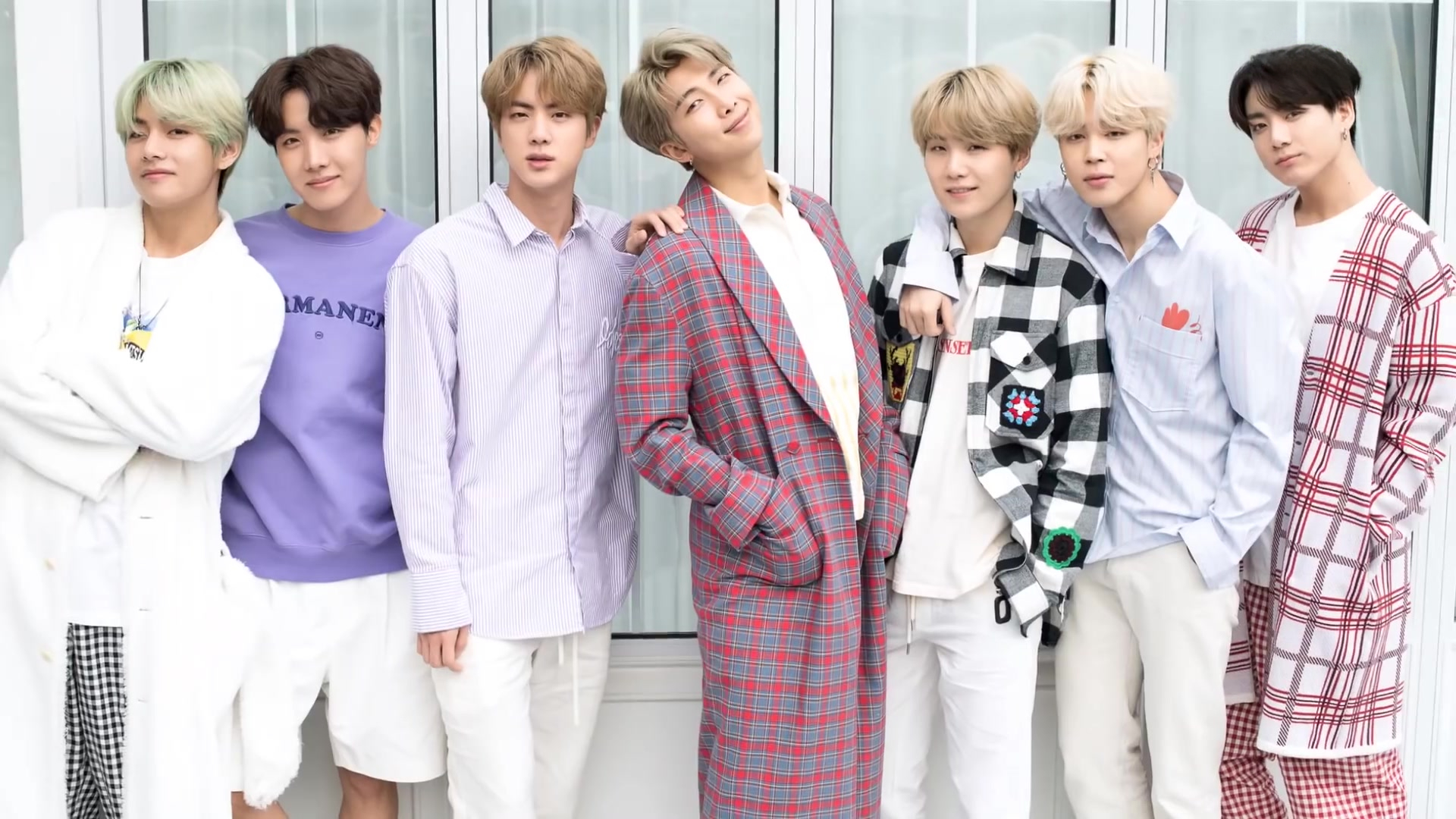
Skupina BTS, 27. února 2019

Osobitým jevem je tzv. K-pop (korejský pop), který je manažován především společnostmi SM Entertainment (EXO, NCT, SuperM), YG Entertainment (Blackpink, Big Bang) a JYP Entertainment (Stray Kids, 2PM) a produkují obvykle chlapecké či dívčí skupiny, které mají obrovský úspěch především v asijských zemích. V poslední době bodují ale i v hudebních žebříčcích v USA a v Evropě. Někdy má jedna skupina i tzv. podskupiny (např. EXO-M, WayV) zaměřené např. na různé země (většinou se jedná o Čínu), do nichž jsou nabráni místní zpěváci.
Největšího světového věhlasu se dostalo skupinám BTS a Blackpink. Sám Paul McCartney přirovnal BTS k Beatles.
Za jednoho z nejlepších zpěváků je považován Baekhyun. Jeho druhého sólového EP Delight se prodalo přes 1 milion kopií a stalo se tak prvním albem sólového umělce, kterému se to v Jižní Koreji povedlo za dlouhých 19 let.
Pozoruhodným YouTube-fenoménem se stal rapper PSY (rodným jménem Pak Če-sang). Jeho klip k písni Gangnam Style se stal prvním internetovým videem v historii, které zhlédla miliarda lidí.

### Film

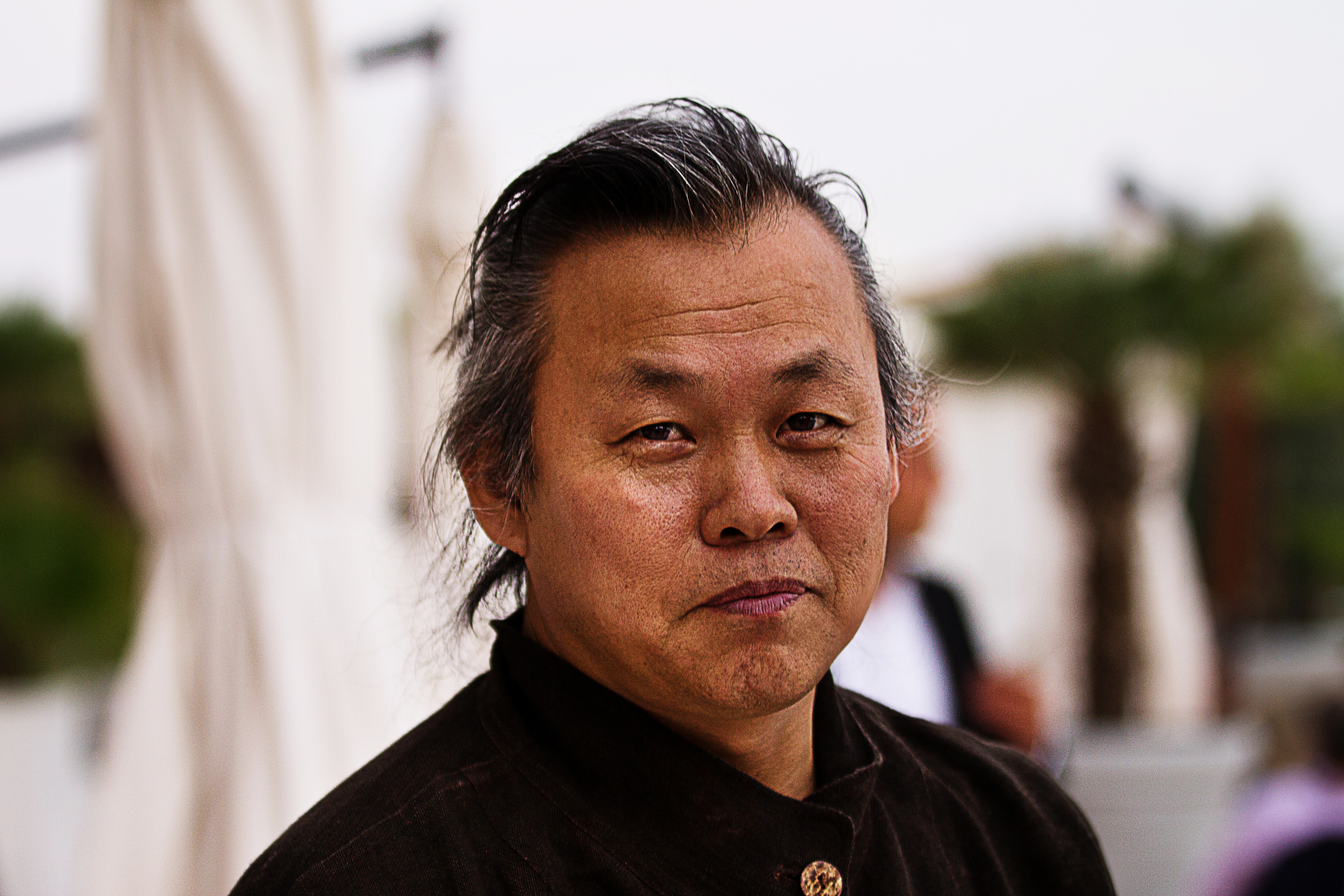
Režisér Kim Ki-duk

K nejznámějším jihokorejským umělcům patří filmový režisér Kim Ki-duk, jenž získal Zlatého lva v Benátkách (2012) a řadu dalších festivalových ocenění. Mezi jeho mistrovská díla patří například snímek 3-iron, kde ani jeden z hlavních hrdinů za celý film nepromluví.
Ke známým režisérům patří i Pak Čchan-uk (snímky Oldboy, Komorná) nebo Lee Cheol-ha (Love Me Not).
Z amerického seriálu Ztraceni (2004–2010) je známa herečka Yunjin Kim. V Hollywoodu se mihl i herec, zpěvák a tanečník Jung Ji-hoon, známý jako Rain, který si zahrál po boku Naomie Harrisové ve filmu Ninja Assassin (2009), nebo ve filmu Elitní zabiják (2014) po boku Bruce Willise a Johna Cusacka. Ve filmu Resident Evil: Poslední kapitola (2016) si po boku Milly Jovovich zahrál I Čung-gi. V roce 2021 si ve filmu Eternals, zahraje jihokorejský herec Ma Tong-sok, který ztvární hrdinu Gilgameše. V The Marvels se objeví herec Pak So-džun v prozatím nespecifikované roli. Mezi další známé jihokorejské herce patří bezpochyby Son Je-čin, Hjon Pin nebo Kim Su-hjon.
Světové proslulosti se dostalo filmu Parazit od režiséra Pong Čun-hoa, který si krom jiných cen, odnesl hned 4 Oscary, a to i Oscara za nejlepší film. Bylo to poprvé v historii udílení Oscarů, kdy hlavní cenu získal cizojazyčný film. Další známé snímky jsou Vzpomínky na lásku nebo Zloději.
Na 93. ročníku udílení Oscarů získala herečka Jun Jo-čong Oscara za nejlepší herečku ve vedlejší roli ve filmu Minari. Stala se tak první jihokorejskou herečkou, které se to podařilo.

### K-drama

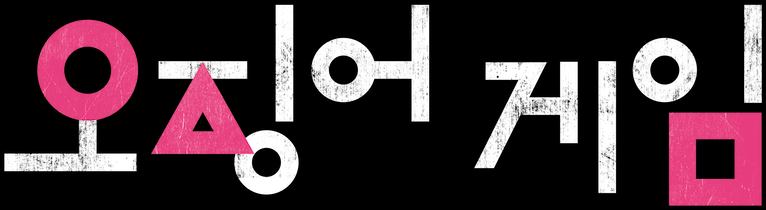
Korejské logo seriálu Hra na oliheň

Korejské drama, často zkráceno na K-drama, jsou jihokorejské seriály, které jsou celosvětově populární, částečně díky „korejské vlně“ a také díky široké dostupnosti prostřednictvím různých streamovacích služeb (např. Netflix), které k nim nabízejí lokální titulky. K-dramata díky módě, stylu a kultuře přitahují pozornost po celém světě.
Hlavními tématy K-dramat jsou přátelství, rodinné vztahy a hodnoty, láska, kde se mísí tradiční hodnoty konfucianismu se západním materialismem a individualismem. V poslední době nastupuje trend poukázat na různé problémy společnosti, jako šikana, duševní choroby, nerovnost pohlaví, sebevražda, homofobie, úplatkářství, aj. Ke každému K-dramatu bývá vydáván i speciální soundtrack, na kterém se většinou podílí přední zástupci K-popu.
Mezi ty nejúspěšnější K-dramata z poslední doby patří např.: Láska padá z nebe (2020), Goblin (2017), Třída z Itaewonu (2020), The Penthouse: War in Life (2020), Království zombie (2019), Hra na oliheň (2021). Především seriál Hra na oliheň se stal globálním fenoménem, s celosvětovou sledovaností přes 130 milionů diváků.

### Sport

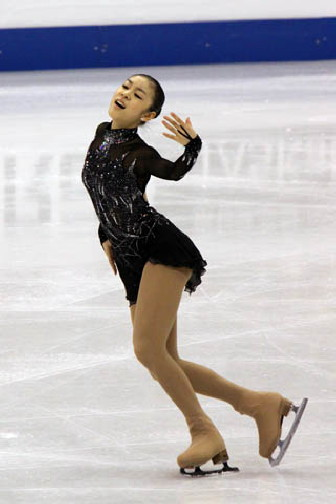
Kim Ju-na

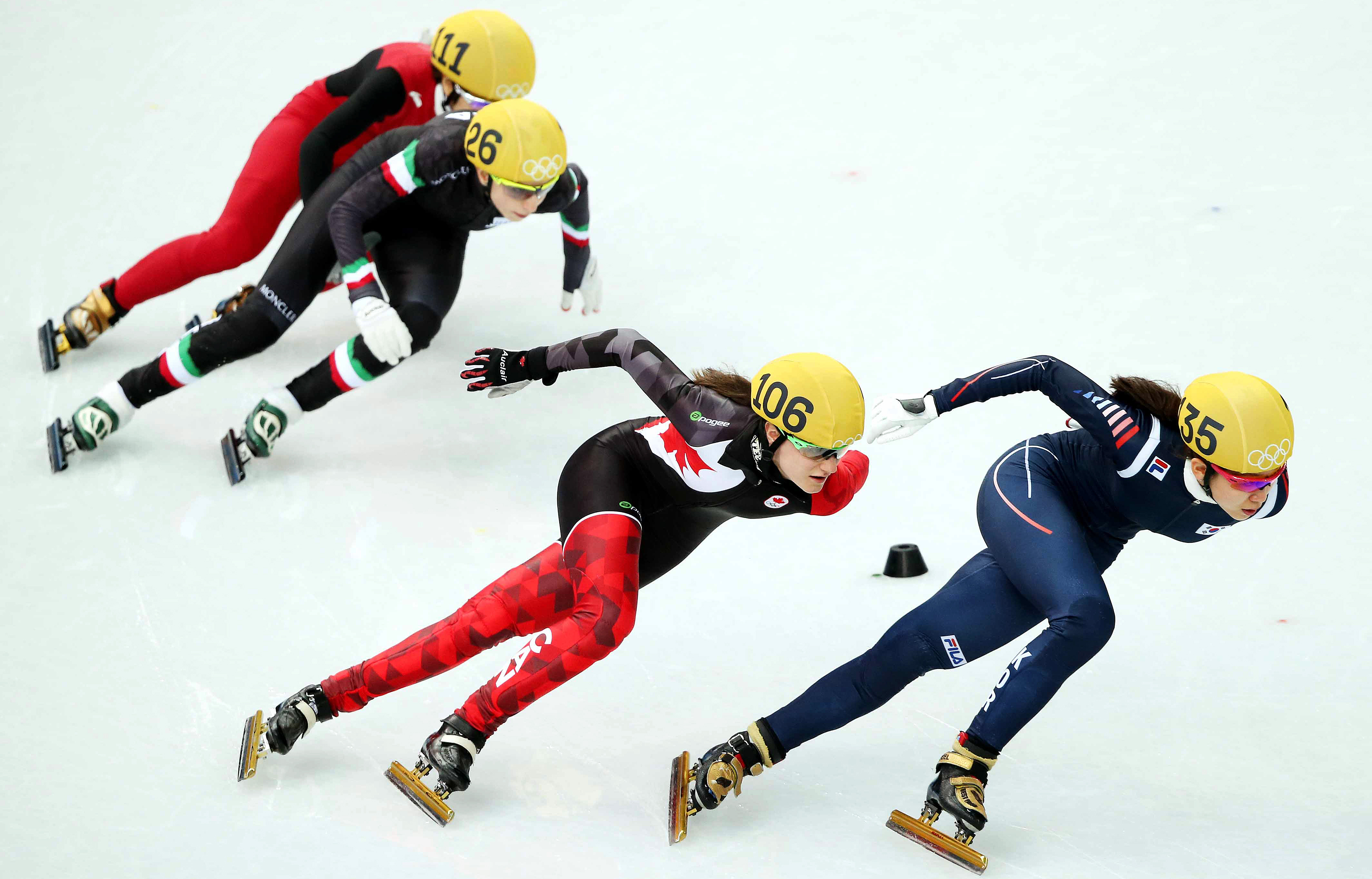
Korejky na čele ženské short tracková štafety na OH v Soči

V Koreji některé sporty vznikly, zejména bojové, jako taekwondo či taekkyon. Nejpopulárnějšími sporty v Jižní Koreji jsou však dnes fotbal a baseball.
Jižní Korea dvakrát hostila olympijské hry, roku 1988 v Soulu ty letní, a v roce 2018 zimní hry v Pchjongčchangu. Jihokorejci jsou na olympijských hrách mimořádně úspěšní, k roku 2018 získali již 124 zlatých medailí, a to přesto, že svou první účast si připsali až v roce 1948. Na domácích hrách v Soulu roku 1988 dosáhli na čtvrté místo v medailovém pořadí národů, což je jejich historicky nejlepší výsledek. Vzhledem k tradicím jsou Korejci hegemonem především v lukostřelbě, kde brali už 27 zlatých. Logicky se jim také velmi daří v taekwondu, kde si připsali dvanáct prvenství. Úspěšní jsou i v dalších bojových sportech, v judu a zápase. V 90. letech pak v Koreji nastal boom rychlobruslení a od těch časů Jihokorejci sbírají rychlobruslařské medaile jako na běžícím pásu, obzvláště v disciplíně zvané short track, kde se stali přímo velmocí. Ze short tracku mají již 24 zlatých. Nejvíce jich mají na svém kontě Viktor An (jakkoli ten po sporu s jihokorejským svazem přestoupil do reprezentace Ruska), Čon I-kjong, Kim Ki-hun, Čin Son-ju, I Čung-so a Ko Ki-hjon. Pět dalších pět přidali Jihokorejci z klasického rychlobruslařského oválu, díky čemuž je Jižní Korea nejúspěšnější asijskou zemí na zimních olympijských hrách.
Střeleckým fenoménem je Čin Čong-o, který má čtyři zlaté ze tří olympiád, z pistole na 50 a 10 m. Zlato z Vancouveru 2010 si přivezla krasobruslařka Kim Ju-na. Jediné atletické zlato získal v Barceloně 1992 maratónec Hwang Jong-džo, jediné plavecké Pak Tche-hwan v Pekingu 2008. Velmi úspěšní jsou Korejci v házené, jejich ženská reprezentace olympijské hry již dvakrát vyhrála (1988, 1992), povedlo se to i týmu mužů v baseballu na OH 2008. Dvě jihokorejské házenkářky byly též vyhlášeny nejlepšími hráčkami světa – Kim Hyun-Mee v roce 1989 a Lim O-Kyeong roku 1996. Stejné pocty se dostalo i dvěma mužům – Kang Jae-Wonovi (1989) a Yoon Kyung-Shinovi (2001).
Korejská fotbalová reprezentace dosáhla svého největšího úspěchu na mistrovství světa v roce 2002 (které Korea spolupořádala s Japonskem), kde skončila na čtvrtém místě. V roce 2012 brala bronz na olympijském turnaji.
Golfistka Inbee Park je jednou ze sedmi žen, které dosáhly tzv. kariérního grandslamu.

### Kuchyně

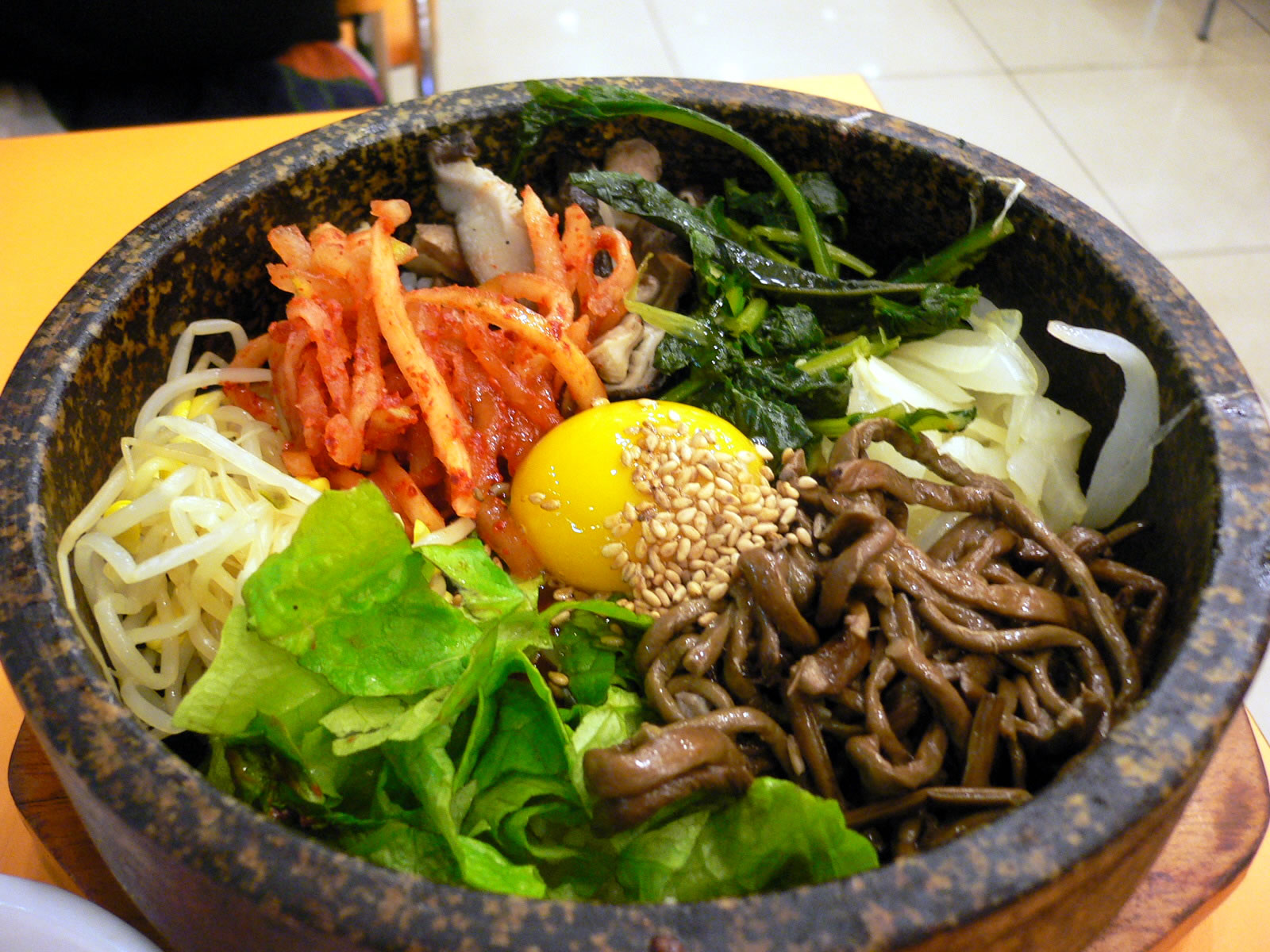
Pibimbap

Korejská kuchyně je z velké části založena na rýži, zelenině a masu. Tradiční korejská jídla jsou pojmenována podle počtu příloh (반찬; banchan). Kimčchi (salát z pekingského zelí, bílé ředkve daikon, jarní cibulky, kořenicí pasty a soli) se podává téměř v každém jídle. Běžně používané přísady jsou sezamový olej, doenjang, sójová omáčka, sůl, česnek, zázvor, pepřové vločky, gochujang (fermentovaná chili pasta) a zelí napa. V Koreji je polévka podávána jako součást hlavního jídla (nikoli před nebo po hlavním jídle). Polévky guk se často připravují z masa, měkkýšů a zeleniny. Jjigae jsou syté kořeněné polévky nebo dušená masa. Nudle a nudlové pokrmy v korejské kuchyni jsou označovány jako guksu nebo myeon. K nejznámějším patří studená nudlová polévka nengmjon. Pšeničné nudle (milguksu) byly speciální pokrm podávaný na oslavách. Typickým jídlem je například pibimbap, rýže podávaná se zeleninou, vejcem a masem. Oblíbená je též korejská varianta suši zvaná kimbap. Z mořských plodů (a zeleniny) se skládá též pokrm haemultang. Známé jsou rovněž rýžové koláčky tteok.
Nejoblíbenějším korejským alkoholickým nápojem je sodžu (소주|燒酒) vyráběné z rýže, batátů nebo ječmene. Sodžu je průhledné a má přibližně 22 % alkoholu. Yakju je rafinovaný průhledný likér fermentovaný z rýže, přičemž nejznámějším je cheongju.

### Státní svátky

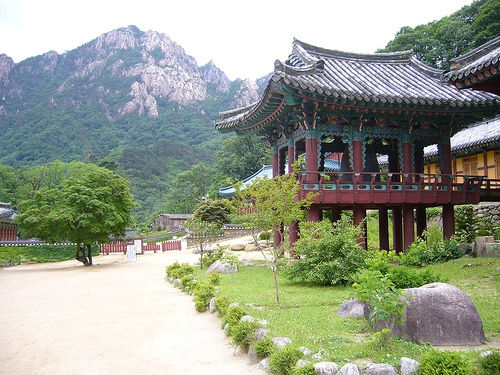
Buddhistický chrám Soraksan

- Nový rok (1. ledna) – začátek nového roku podle gregoriánského kalendáře
- Sollal – 1. den 1. měsíce – začátek nového roku podle lunárního kalendáře – tradiční začátek roku ve Východní Asii
- Samil undong (삼일 운동) – 1. března – oslava výročí Hnutí nezávislosti 1. března (1919), kdy se po celém poloostrově rozšířilo lidové hnutí za nezávislost
- Den sázení stromů Šikmogil (식목일) – 5. dubna – v Korejské republice se hromadně sázejí stromy
- Den dětí – 5. května – velké oslavy pro děti po celé zemi
- Svátek Tano (단오)
- Buddhovy narozeniny (석가 탄신일) (8. den 4. měsíce) – podle lunárního kalendáře – ulice jsou vyzdobeny, buddhisté oslavují ve svatyních
- Památka padlých v boji (현충일) (6. června) – celonárodní slavnost oslavy památky všech Korejců, kteří padli v boji za vlast
- Den ústavy Korejské republiky (제헌절) (17. července) – výročí první ústavy Korejské republiky z roku 1948
- Den osvobození (15. srpna) (광복절) – výročí osvobození zpod čtyřicetileté japonské okupace (1945) a výročí vzniku Korejské republiky v roce 1948
- Den díkůvzdání Čchusok (추석) – 15. den 8. měsíce – podle lunárního kalendáře – největší a nejtradičnější korejský svátek, kdy se všichni Korejci vrací do svého rodiště, navštěvují hroby předků, vzdávají jim vděk a celá rodina spolu oslavuje
- Den založení národa (개천절) (3. října) – podle mýtu v tento den v roce 2333 př. n. l. Tangun založil korejský národ
- Ježíšovy narozeniny (성탄절) (25. prosince) – oslava Vánoc v západním stylu, slaví je všichni Korejci bez ohledu na náboženství